# 알베르트 아인슈타인
알베르트 아인슈타인(독일어: Albert Einstein, [ˈalbɛʁt ˈʔaɪnʃtaɪn]; 영어 발음: /ǽlbərt áinstain/; 1879년 3월 14일~1955년 4월 18일)은 독일 태생의 이론물리학자로서 역사상 가장 위대한 물리학자 중의 한 명으로 널리 알려져 있다.
상대성 이론을 개발한 것으로 유명하지만 양자역학 이론의 발전에도 중요한 공헌을 했다. 상대성 이론은 양자역학과 함께 현대 물리학의 두 기둥이다. 상대성 이론에서 나온 그의 질량-에너지 등가식 {\displaystyle E=mc^{2}}은 "세계에서 가장 유명한 방정식"으로 불린다. 그의 작업은 과학 철학에 미친 영향으로도 유명하다. 그는 1921년 "이론 물리학에 대한 공로, 특히 광전 효과 법칙의 발견"으로 양자 이론 발전의 중추적인 단계에 대한 공로로 노벨 물리학상을 받았다. 그의 지적 업적과 독창성은 "아인슈타인"이 "천재"와 동의어가 되는 결과를 낳았다.
'기적의 해(annus mirabilis)'로 묘사되는 1905년에는 4개의 논문을 발표했다. 이 논문들은 각각 광전 효과와 브라운 운동을 설명하고, 특수 상대성이론과 그에 기반한 질량-에너지 등가성을 설명한다. 특수 상대성이론은 시간과 공간에 관한 개념을 일부 수정함으로써 고전역학과 전자기학을 조화시키는 데 성공했다. 다음으로 그는 1915년 자신의 특수 상대성이론을 확장하여 중력을 기하학적으로 설명하는 일반 상대성이론을 발표, 1917년에는 일반 상대성이론에 근거하여 우주의 구조와 진화를 연구하는 현대 우주론의 기반을 마련하였다. 그는 통계역학과 양자 이론의 문제를 계속 다루었고, 이는 입자 이론과 분자 운동에 대한 설명으로 이어졌다. 또한 빛의 열적 특성과 빛의 광자 이론의 기초가 된 복사의 양자 이론을 연구했다.
한편 그의 후반부 연구 경력 대부분은 두 가지의 궁극적으로 실패한 시도에 집중되어 있다. 첫째, 그는 "신은 주사위 놀이를 하지 않는다"는 말을 통해 새로운 양자 역학에 대하여 코펜하겐 해석이 과학에 본질적인 무작위성을 도입하는 것을 강하게 반대하고 숨은 변수 해석, 앙상블 해석, EPR 역설 등을 제시했다. 둘째, 자신의 기하학적 중력 이론을 전자기학을 포함하는 방식으로 일반화함으로써 통일장 이론을 고안하려 시도했다. 이러한 상황이 고착화됨에 따라 그는 현대 물리학의 주류에서 밀려나고 점차 학계에서 고립되었다.
아인슈타인은 독일 제국에서 태어났지만 1895년 스위스로 이주하여 이듬해 (뷔르템베르크 왕국의 시민으로서) 독일 시민권을 포기했다. 1897년, 17세의 나이로 취리히 연방 공과대학교의 수학 및 물리학 교직 과정에 입학하여 1900년에 졸업했다. 1901년에 스위스 시민권을 취득하여 평생 유지했으며, 1903년 그는 베른에 있는 스위스 특허국 사무소에서 정규직을 확보했다. 1905년에, 그는 취리히 대학교에서 박사학위를 받았다. 1914년에, 아인슈타인은 프로이센 과학 아카데미와 훔볼트 대학교에 합류하기 위해 베를린으로 이주했다. 1917년, 아인슈타인은 카이저 빌헬름 물리학 연구소의 소장이 되어, 이번에는 프로이센인으로 다시 독일 시민이 되었다.
1933년, 아인슈타인이 미국을 방문하는 동안 독일에서 아돌프 히틀러가 집권했다. 아인슈타인은 새로 선출된 나치 정부의 정책에 반대하여; 미국에 정착하여 1940년에 미국 시민이 되었다. 제2차 세계 대전 직전에 그는 프랭클린 D. 루즈벨트 대통령에게 잠재적인 독일 핵무기 프로그램에 대해 경고하고 미국이 유사한 연구를 시작할 것을 권고하는 편지에 서명했다. 아인슈타인은 연합국을 지지했지만 일반적으로 핵무기 아이디어를 비난하였다.

## 생애와 경력

### 어린 시절과 교육
알베르트 아인슈타인은 1879년 3월 14일 독일 제국의 뷔르템베르크 왕국 울름의 세속적인 아슈케나즈 유대인 가정에서 태어났다. 그의 부모는 세일즈맨이자 엔지니어인 헤르만 아인슈타인Hermann Einstein과 파울린 코흐Pauline Koch였다. 1880년에 가족은 뮌헨으로 이사했고 아인슈타인의 아버지와 그의 삼촌인 야콥Jakob은 직류를 기반으로 전기 장비를 제조하는 회사인 전기기술 공장 J. 아인슈타인 회사(Elektrotechnische Fabrik J. Einstein & Cie)를 설립했다.

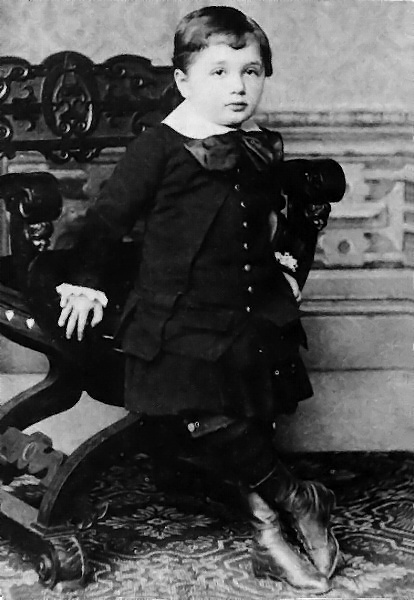
1882년의 아인슈타인 (3세)

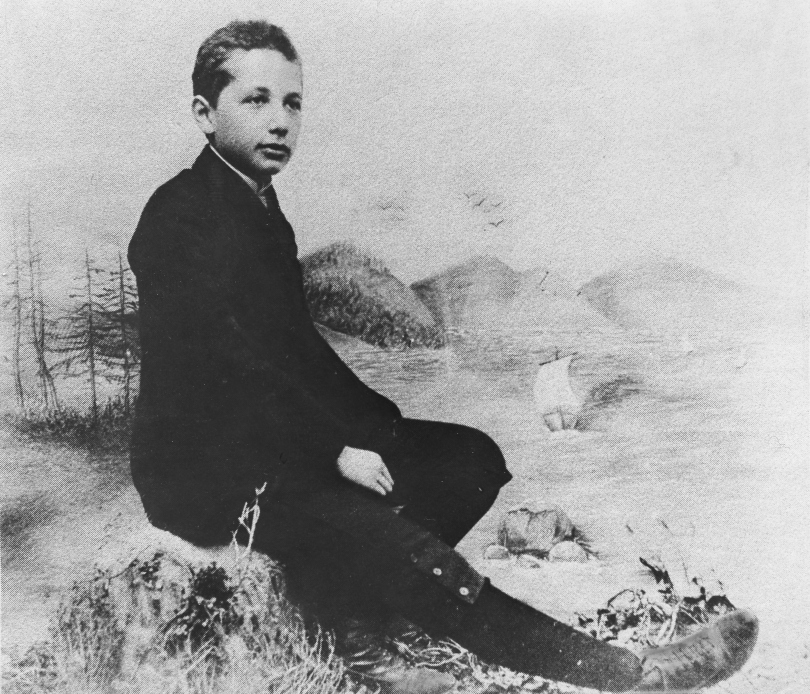
1893년의 아인슈타인 (14세)

알베르트는 5세부터 3년 동안 뮌헨에 있는 가톨릭 초등학교에 다녔다. 8세에 그는 루이트폴트 김나지움(Luitpold Gymnasium)-지금은 알베르트 아인슈타인 김나지움(Albert Einstein Gymnasium)으로 알려짐-으로 옮겨져 7년 후 독일 제국을 떠날 때까지 고급 초등 및 중등 학교 교육을 받았다.
1894년 헤르만과 야콥의 회사는 장비를 직류(DC) 표준에서 보다 효율적인 교류(AC) 표준으로 변환할 자본이 부족하여 뮌헨 시에 전기 조명을 공급하려는 입찰에서 실패했다. 손실은 뮌헨 공장의 매각이 불가피했다. 업무를 찾아서, 아인슈타인 가족은 처음에는 밀라노로, 몇 달 후에는 파비아로, 이탈리아로 이주했다. 파비아에서 아인스타인 가족은 서로 다른 시기에 우고 포스콜로, 콘타르도 페리니Contardo Ferrini, 아다 네그리Ada Negri가 살았던 중세 건물인 코르나자니 궁전(Palazzo Cornazzani)에 정착했다.가족이 파비아로 이사했을 때 당시 15세였던 아인슈타인은 뮌헨에 머물면서 루이트폴트 김나지움에서 학업을 마쳤다. 그의 아버지는 그가 전기 공학을 공부하기를 원했지만 아인슈타인은 당국과 충돌하고 학교의 통제와 교수법을 분개했다. 그는 나중에 엄격한 암기에서 학습 정신과 창의적 사고가 사라졌다고 썼다. 1894년 12월 말, 그는 파비아에 있는 가족을 만나러 이탈리아로 여행을 떠났고, 의사의 진단서를 사용하여 그를 보내도록 학교를 설득했다. 이탈리아에 있는 동안 그는 "자기장에서 에테르 상태에 대한 조사"라는 제목의 짧은 에세이를 썼다.
아인슈타인은 어렸을 때부터 수학과 물리학에 뛰어났고 동료들보다 몇 년 앞서 수학적 수준에 도달했다. 12세의 아인슈타인은 한 여름 동안 대수와 유클리드 기하학을 독학으로 배웠다. 아인슈타인은 또한 12세에 피타고라스 정리에 대한 독자적인 증명을 발견했다. 가족 가정 교사인 막스 탈무드Max Talmud는 12세의 아인슈타인에게 기하학 교과서를 준 후 얼마 지나지 않아 "[아인슈타인]은 책 전체를 공부했다. 그 후 그는 고등 수학에 전념했다 ... 곧 그의 수학적 천재성의 비상이 너무 높아서 따라갈 수 없었다."라고 말한다. 기하학과 대수학에 대한 그의 열정으로 인해 12세 소년은 자연을 "수학적 구조"로 이해할 수 있다는 확신을 갖게 되었다. 아인슈타인은 12세에 미적분학을 독학하기 시작했으며 14세 때 그는 "적분 및 미적분학을 마스터했다"고 말했다.
13세에 철학(과 음악)에 더 진지하게 관심을 갖게 되었을 때, 아인슈타인은 칸트의 《순수 이성 비판》을 접하게 되었다. 칸트는 그가 가장 좋아하는 철학자가 되었고 그의 가정교사가 말하기를: "당시 그는 아직 열세 살밖에 되지 않은 어린아이였지만, 평범한 인간은 이해할 수 없는 칸트의 저술이 그에게 분명해 보인 듯했다."

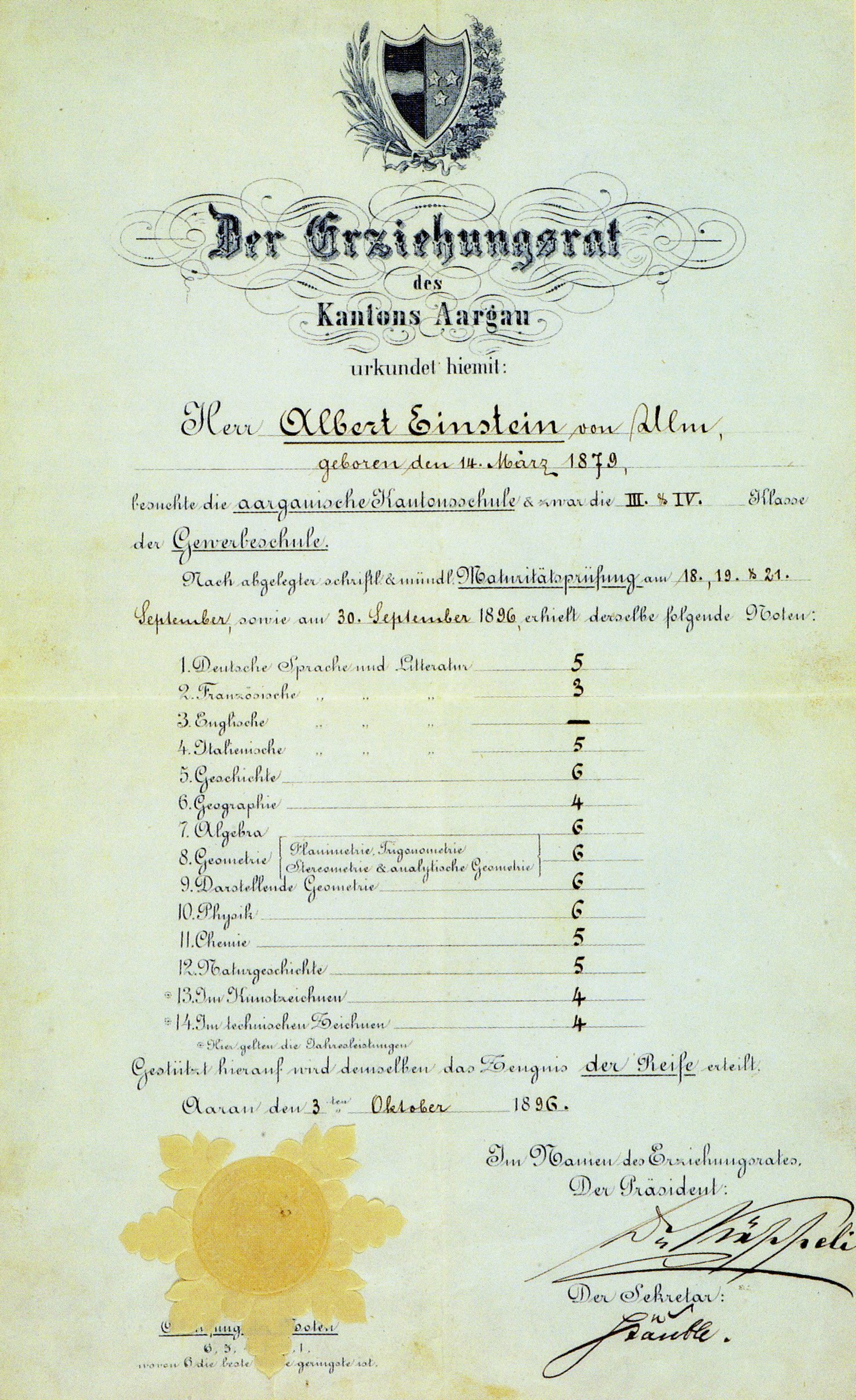
아인슈타인의 입학 증명서 1896년

1895년, 16세의 나이로 아인슈타인은 취리히에 있는 스위스 연방 폴리테크닉 학교(나중에 Eidgenössische Technische Hochschule, ETH) 입학 시험에 응시했다. 그는 시험의 일반 부분에서 요구되는 기준에 도달하지 못했지만, 물리학과 수학에서 뛰어난 성적을 받았다. 폴리테크닉 학교 교장의 조언에 따라 그는 1895년과 1896년 스위스 아라우에 있는 아르고비안 칸토날 학교(김나지움)에 다니며 중등 교육을 마쳤다. 요스트 빈텔러Jost Winteler 교수의 가족과 함께 숙박하는 동안 그는 윈텔러의 딸인 마리Marie와 사랑에 빠졌다. 알베르트의 여동생 마야Maja는 나중에 윈텔러의 아들 파울Paul과 결혼했다. 1896년 1월 아버지의 승인을 받아 아인슈타인은 군 복무를 피하기 위해 독일 뷔르템베르크 왕국 시민권을 포기했다. 1896년 9월, 그는 1-6의 등급에서 물리학 및 수학 과목에서 최고 6등급을 포함하여 대부분 좋은 성적으로 스위스 마투라(Matura)에 합격했다. 17세에 그는 연방 폴리테크닉 학교에서 4년제 수학 및 물리학 교육 디플로마 프로그램에 등록했다. 한 살 연상인 마리 윈텔러는 선생 직을 위해 스위스의 올스베르그(Olsberg)로 이사했다.
아인슈타인의 미래 아내인 밀레바 마리치라는 이름의 20세 세르비아인도 같은 해 폴리테크닉 학교에 등록했다. 그녀는 교사 디플로마 과정의 수학과 물리학 분야에 있는 6명의 학생 중 유일한 여성이었다. 그 후 몇 년 동안 아인슈타인과 마리치의 우정은 로맨스로 발전했고 둘 다 관심을 가진 학과-외 물리학에 관한 책을 함께 읽고 토론하는 데 셀 수 없이 많은 시간을 보냈다. 아인슈타인은 마리치에게 보내는 편지에서 그녀와 함께 공부하는 것을 선호한다고 썼다. 1900년에 아인슈타인은 수학과 물리학 시험에 합격하고 연방 교육 디플로마를 받았다. 마리치가 기적의 해 논문으로 알려진 그의 랜드마크 1905년 논문들 이전에 아인슈타인과 협력했을 수 있으며, 몇 가지 개념을 함께 개발했음을 나타내는 목격자 증언과 여러 서한들이 수년에 걸쳐 있지만, 이 문제를 연구한 일부 물리학 역사가들은 그녀가 실질적인 기여를 했다는 데 동의하지 않는다.

### 결혼과 자녀

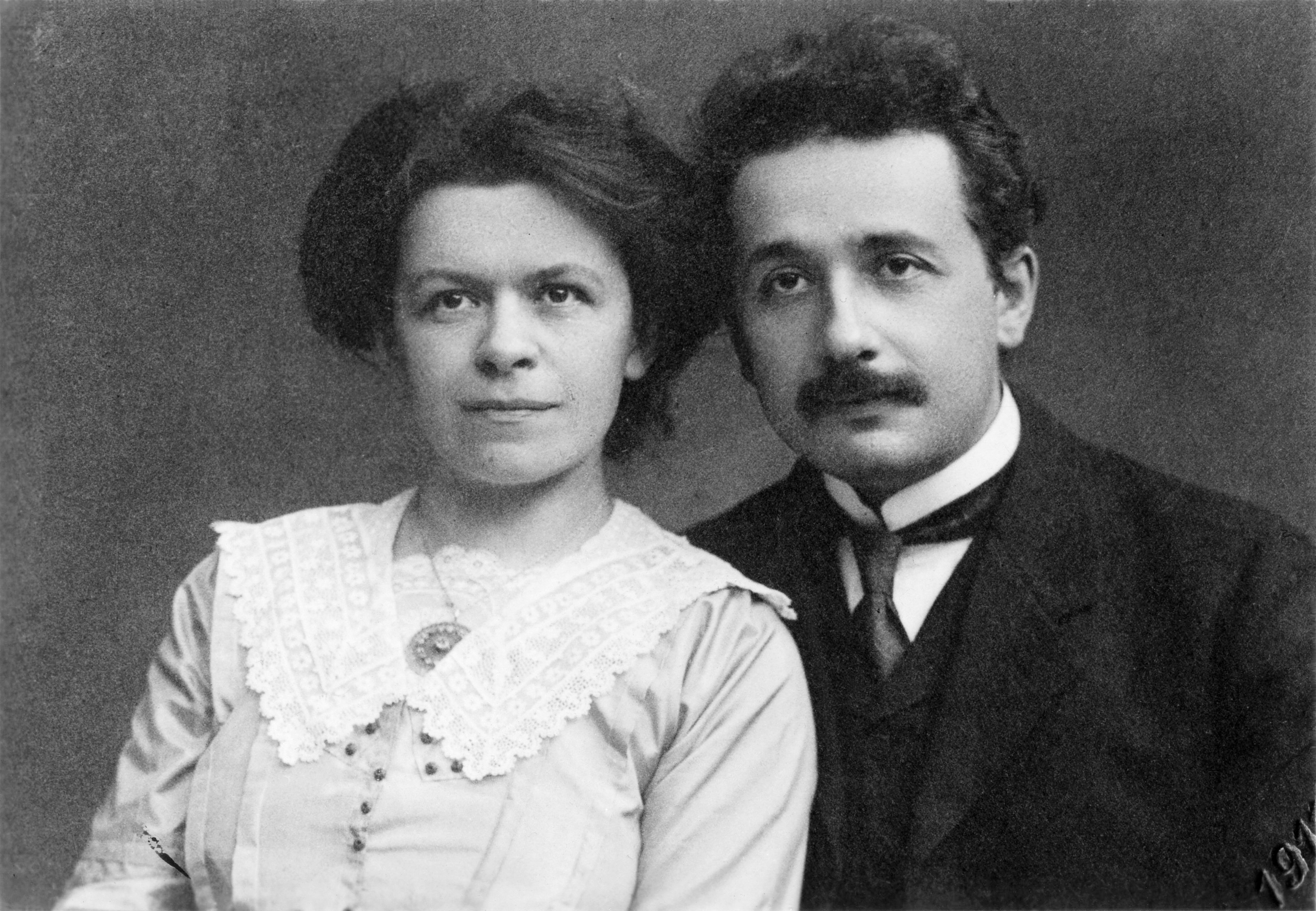
밀레바 마리치와 아인슈타인 1912년

아인슈타인과 마리치 사이의 초기 서신은 1987년에 발견되어 출판되었으며, 그 결과 부부에는 마리치가 부모와 함께 머물고 있던 노비사드에서 1902년 초에 태어난 "리제를Lieserl"이라는 딸이 있음이 밝혀졌다. 마리치는 실명과 운명이 알려지지 않은 아이 없이 스위스로 돌아왔다. 1903년 9월 아인슈타인의 편지 내용은 그 소녀가 입양을 포기했거나 유아기에 성홍열로 사망했음을 시사한다.
아인슈타인과 마리치는 1903년 1월에 결혼했다. 1904년 5월에 그들의 아들 한스 알베르트 아인슈타인이 스위스 베른에서 태어났다. 그들의 아들 에두아르트Eduard는 1910년 7월 취리히에서 태어났다. 부부는 1914년 4월 베를린으로 이사했지만 마리치는 이전에 가까운 관계에도 불구하고 아인슈타인의 주요 낭만적 매력은 이제 엘사 뢰벤탈Elsa Löwenthal이라는 사실을 알게 된 후 아들과 함께 취리히로 돌아왔는데; 그녀는 모계로는 그의 사촌이었고 부계로는 육촌이었다. 그들은 1919년 2월 14일에 이혼했고, 5년 동안 떨어져 살았다. 이혼 합의의 일환으로 아인슈타인은 마리치에게 노벨상 상금을 주기로 동의했다.
2015년에 공개된 편지에서 아인슈타인은 초기 연인인 마리 윈텔러에게 자신의 결혼 생활과 그녀에 대한 강한 감정에 대해 썼다. 그는 1910년에 아내가 둘째 아이를 임신하고 있을 때 쓰기를: "나는 매 순간마다 진심 어린 사랑으로 당신을 생각하고, 남자만이 할 수 있는 너무 불행합니다." 그는 마리에 대한 자신의 사랑에 대해 "잘못된 사랑"과 "잃어버린 삶"에 대해 이야기했다.
아인슈타인은 1912년부터 그녀와 관계를 가진 후, 1919년에 엘사 뢰벤탈과 결혼했다. 그들은 1933년에 미국으로 이주했다. 엘사는 1935년에 심장 및 신장 문제 진단을 받았고, 1936년 12월에 사망했다.
1923년, 아인슈타인은 절친한 친구 한스 뮈삼Hans Mühsam의 조카인 베티 노이만Betty Neumann이라는 비서와 사랑에 빠졌다. 2006년 예루살렘 히브리 대학교에서 발표한 한 권의 편지에서, 아인슈타인은 마가레테 레바흐Margarete Lebach(금발의 오스트리아인), 에스텔라 카체넬렌보겐Estella Katzenellenbogen(플로리스트 사업의 부유한 소유자), 토니 멘델Toni Mendel(부자 유태인 과부)와 에델 미카노프스키Ethel Michanowski(베를린 사교계 명사) 등 6명의 여자와 엘사와 결혼한 상태에서 함께 시간을 보내고 선물을 받았다고 기술했다. 나중에, 그의 두 번째 아내 엘사가 사망한 후, 아인슈타인은 마르가리타 코넨코바Margarita Konenkova와 잠시 관계에 있었다. 코넨코바는 유명한 러시아 조각가 세르게이 코넨코브Sergei Konenkov(프린스턴 고등연구소에서 아인슈타인의 청동 흉상을 만든)와 결혼한 러시아 스파이였다.
아인슈타인의 아들 에두아르트는 약 20세에 쇠약을 앓았고 조현병 진단을 받았다. 그의 어머니는 그를 돌보았고 그는 또한 여러 기간 동안 망명 생활을 하다가, 마침내 그녀가 사망한 후 영구적으로 수용되었다.

### 특허국 사무소

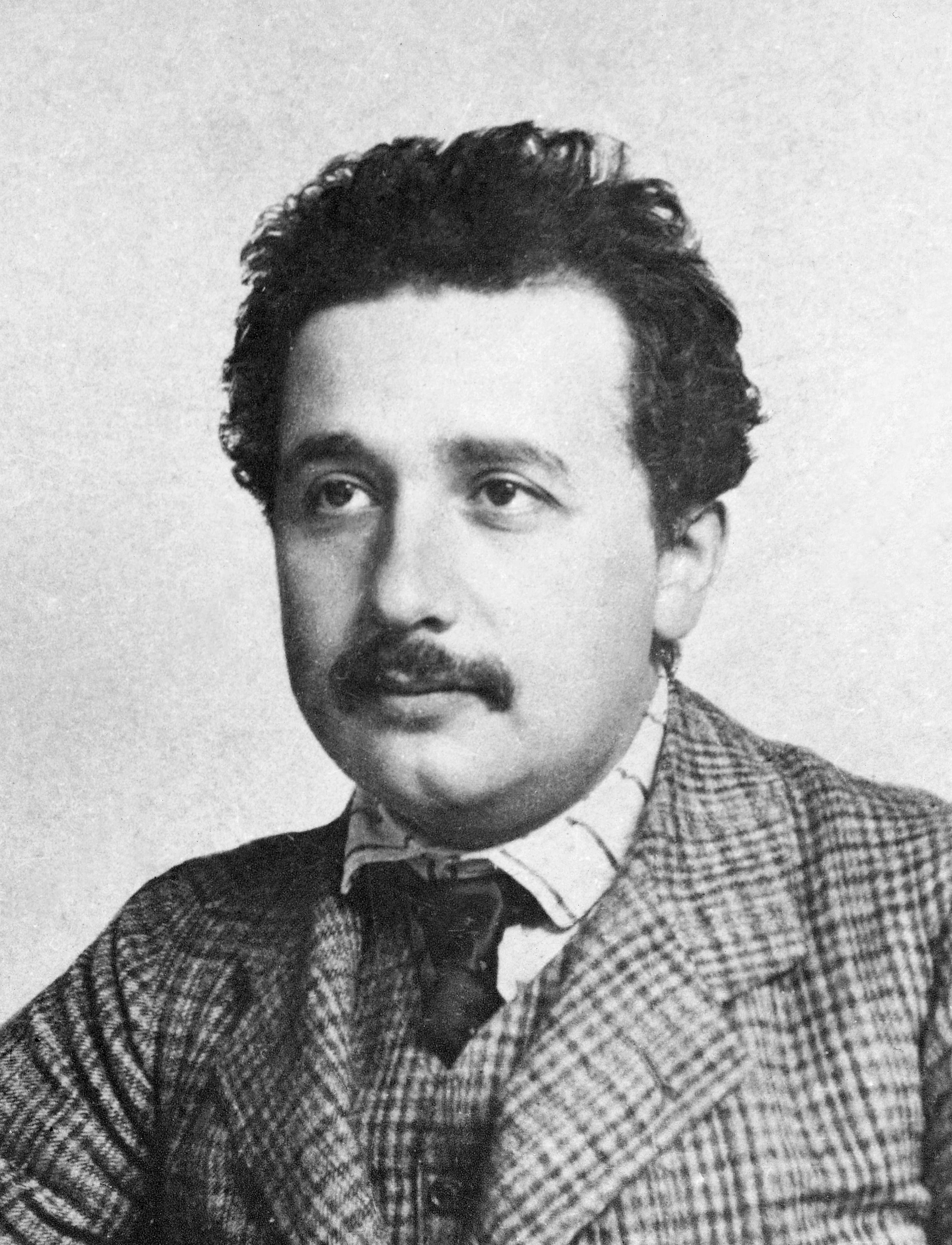
1904년의 아인슈타인 (25세)

1900년에 졸업한 후 아인슈타인은 거의 2년 동안 교직을 구하며 절망적인 시간을 보냈고, 1901년 2월에 스위스 시민권을 취득했지만, 의학적 이유로 징집되지 않았다. 마르셀 그로스만Marcel Grossmann의 아버지의 도움으로 그는 베른의 스위스 특허국 사무소에 보조 심사관 - 레벨 III로 취직했다.
아인슈타인은 자갈 선별기 및 전기-기계적 동기화 타자기를 포함한 다양한 장치에 대한 특허 출원들을 평가했다. 1903년 스위스 특허청에서 그의 직위는 영구적이 되었지만, 그는 "기계 기술을 완전히 마스터"할 때까지 승진하지 못했다. 특허청에서의 그의 작업 대부분은 전기 신호의 전송과 시간의 전기-기계적 동기화에 관한 질문과 관련되어 있다. 두 가지 기술적 문제는 결국 아인슈타인이 빛의 본질과 공간과 시간의 근본적인 연결에 대한 급진적인 결론을 내리게 한 사고 실험에서 두드러지게 나터난다.
베른에서 만난 몇 명의 친구들과 함께 아인슈타인은 1902년 자조적으로 명명한 "올림피아 아카데미(The Olympia Academy)"라는 이름의 소규모 토론 그룹을 시작했는데, 이 그룹은 과학과 철학을 논의하기 위해 정기적으로 모였다. 때때로 그들은 주의 깊게 들었지만 참여하지 않은 마리치와 합류했다. 그들의 독서에는 앙리 푸앵카레, 에른스트 마하 및 데이비드 흄의 저술이 포함되어 있으며, 이는 그의 과학적 그리고 철학적 견해에 영향을 끼쳤다..

### 첫번째 과학 논문들

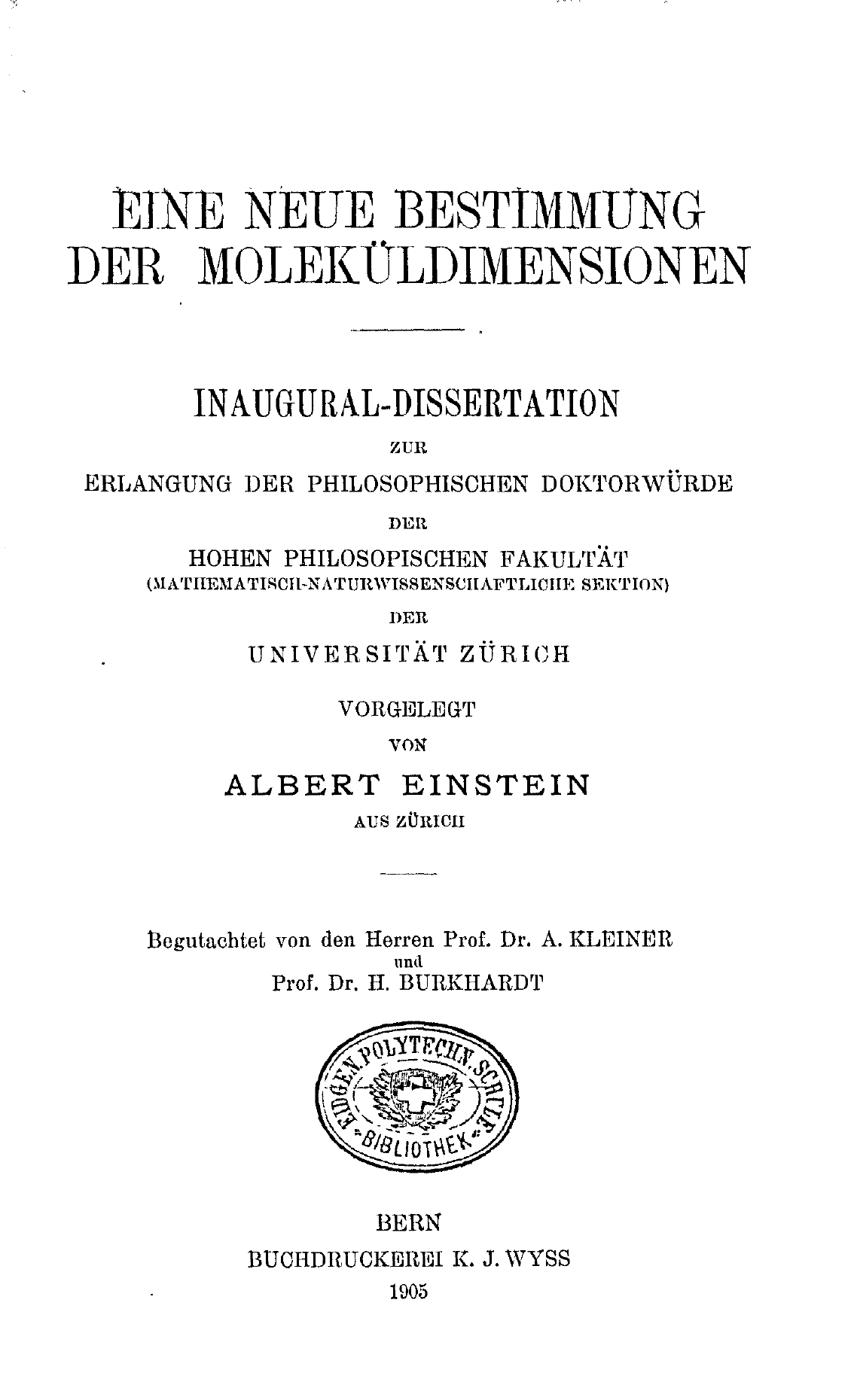
1905년에 방어된 알베르트트 아인슈타인의 박사 학위 논문 표지 이미지

1900년 아인슈타인의 논문 "모세관 현상으로부터의 결론(Folgerungen aus den Capillaritätserscheinungen)"이 《물리학 연보(Annalen der Physik)》 저널에 게재되었다. 1905년 4월 30일, 아인슈타인은 프로-포르마(pro-forma) 지도교수 역할의 실험 물리학 교수인 알프레드 클라이너와 함께 학위논문 "분자 크기의 새로운 결정(A New Determination of Molecular Dimensions)"을 완성했다. 그의 논문은 1905년 7월에 받아들여졌고, 아인슈타인은 1906년 1월 15일에 박사 학위를 받았다.
또한 1905년, 아인슈타인의 기적의 해(annus mirabilis)라고 불리는 해에, 그는 광전 효과, 브라운 운동, 특수 상대성이론, 질량과 애너지의 등가성에 관한 기적의 해 논문들을 발표했는데, 그것들은 26세의 나이에 학계의 주목을 받게 된 계기가 되었다.

### 교육 경력
1908년이 되자 최고의 과학자로 인정받게 되어 베른 대학교의 강사로 임명되었다. 이듬해 취리히 대학에서 전기역학과 상대성 원리에 대한 강의를 한 후 알프레드 클라이너는 그를 이론물리학 교수직에 추천했다. 아인슈타인은 1909년에 부교수로 임명되었다.
아인슈타인은 1911년 4월 프라하에 있는 독일 찰스 페르디난트 대학교(Charles-Ferdinand University)의 정교수가 되었는데, 이를 위해 오스트리아-헝가리 제국의 오스트리아 시민권을 받아들였다. 프라하에 머무는 동안 그는 11개의 과학 저술을 썼으며 그 중 5개는 복사 수학과 고체의 양자 이론에 관한 것이었다.

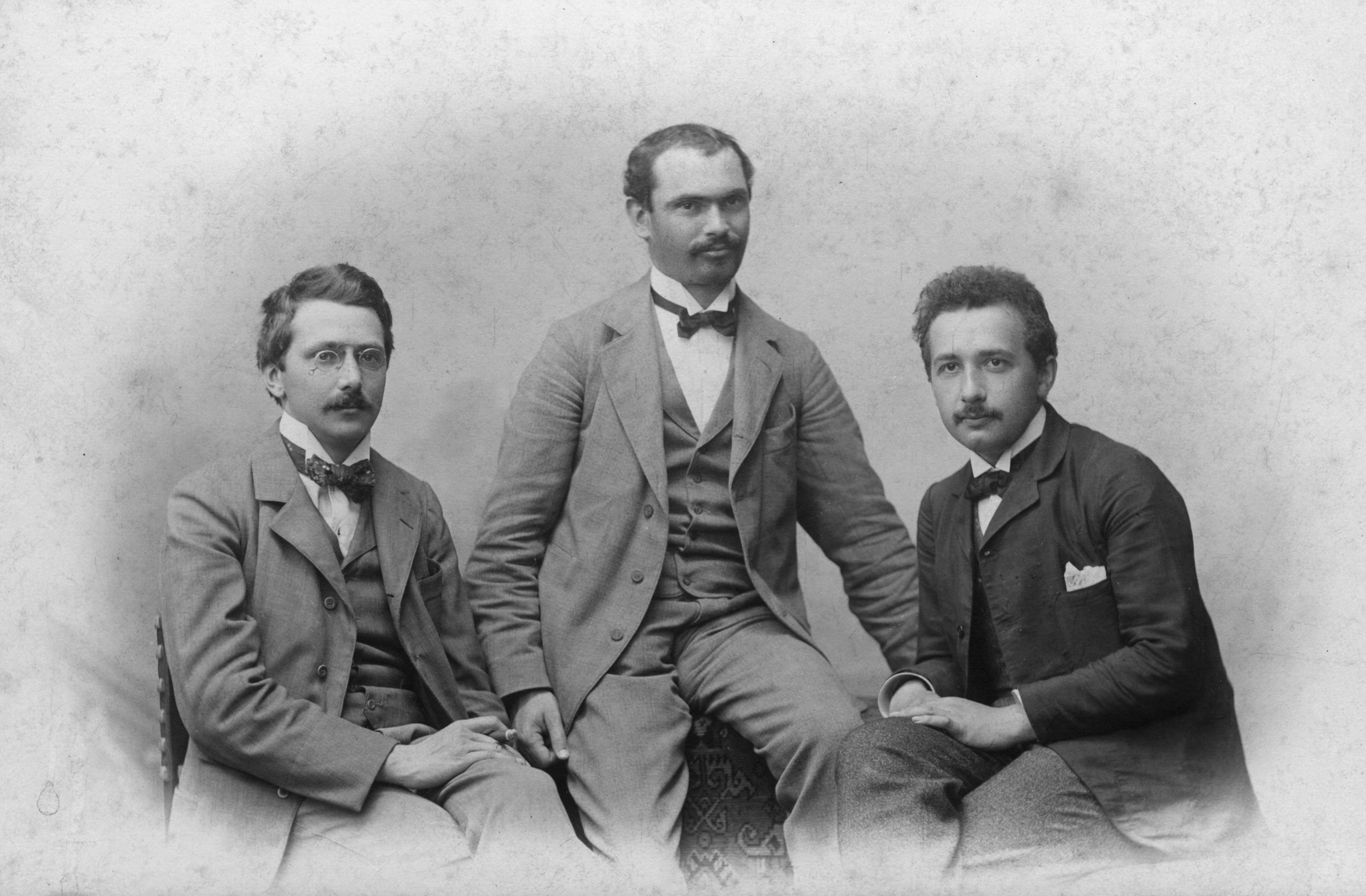
올림피아 아카데미 설립자: 콘라드 하비히트_{Conrad Habicht}, 모리스 솔로비네_{Maurice Solovine}와 아인슈타인

1912년 7월, 그는 취리히에 있는 모교로 돌아왔다. 1912년부터 1914년까지 취리히 공과대학교에서 이론물리학 교수로 재직하면서 분석 역학과 열역학을 가르쳤다. 그는 또한 연속체 역학, 열 분자 이론, 중력 문제를 수학자이자 친구인 마르셀 그로스만Marcel Grossmann과 함께 연구했다.
1914년 10월에 "93인의 성명서"-제1차 세계대전 중 독일의 군국주의와 입장을 정당화하기 위해 다수의 저명한 독일 지식인이 서명한 문서-가 출판되었을 때, 아인슈타인은 그 내용을 반박하고 평화적인 "유럽인들에게의 성명서(Manifesto to the Europeans)"에 서명한 몇 안 되는 독일 지식인 중 한 명이었다.

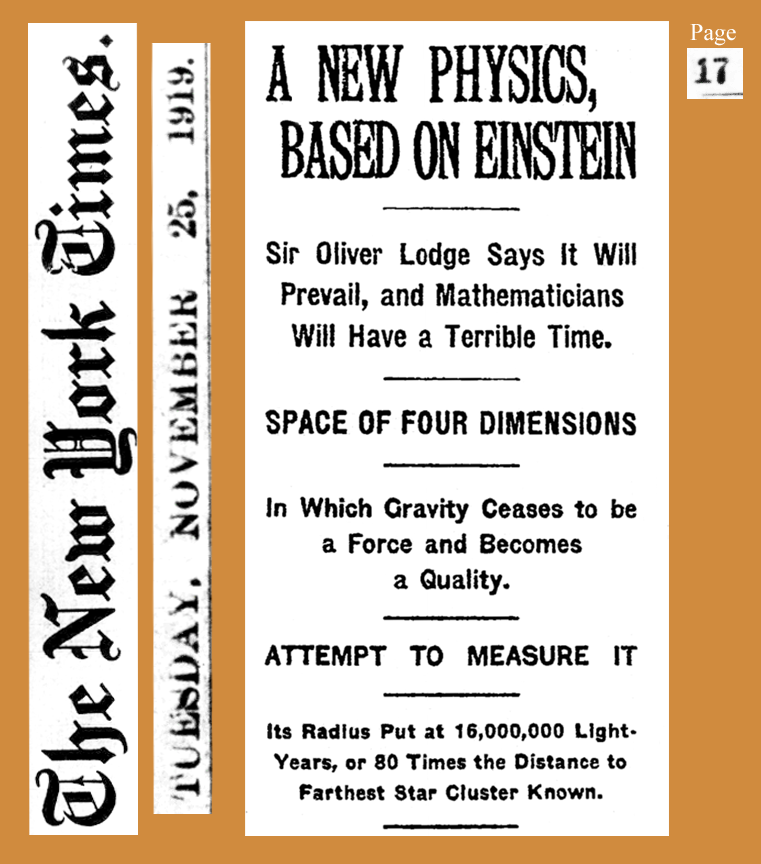
1919년 11월 25일, 《뉴욕 타임즈(The New York Times)》는 5월 29일 프린시페섬(아프리카)와 소브랄(Sobral) (브라질)의 일식 관측에 근거한 "아인슈타인 이론"(특히 중력에 의한 빛의 굽힘)의 확인을 보도했는데, 그 발견이 1919년 11월 6일에 왕립 학회와 왕립천문학회의 런던에서의 공동 회의에 발표된 후였다.(전문)

1913년 봄, 아인슈타인은 프로이센 과학 아카데미 회원 자격과 베를린 대학교 교수직을 포함하는 제안으로 베를린으로 이주하여 연구에만 전념할 수 있도록 유혹을 받았다. 1913년 7월 3일 그는 베를린에 있는 프로이센 과학 아카데미의 회원이 되었다. 막스 플랑크와 발터 네른스트는 다음 주 취리히에서 그를 방문하여 아카데미에 합류하도록 설득하고 곧 설립될 카이저 빌헬름 물리학 연구소(Kaiser Wilhelm Institute for Physics)의 소장직을 추가로 제안했다. 아카데미 회원에는 베를린 훔볼트 대학교에서 유급 급여와 강의 의무가 없는 교수직이 포함되었다. 그는 7월 24일 공식적으로 아카데미 회원으로 선출되었고 이듬해 베를린으로 이주했다. 베를린으로 이사하기로 한 그의 결정은 또한 그가 낭만적인 관계를 시작한 사촌 엘사 근처에 살 것이라는 전망에 영향을 받았다. 아인슈타인은 1914년 4월 1일 자신의 달렘(Dahlem) 아파트로 이사한 후 아카데미와 베를린 대학에서 자신의 직위를 맡았다. 그해 제1차 세계대전이 발발하면서 카이저 빌헬름 물리학 연구소의 계획이 연기되었다. 그 연구소는 1917년 10월 1일에 아인슈타인을 책임자로 하여 설립되었다. 1916년 아인슈타인은 독일 물리학회(German Physical Society)(1916-1918)의 회장으로 선출되었다.
1911년 아인슈타인은 1907년 등가 원리를 사용하여 태양의 중력에 의해 다른 별에서 오는 빛의 편향을 계산했다. 1913년에 아인슈타인은 중력장을 나타내기 위해 시공간의 곡률을 사용하여 이러한 계산을 개선했다. 1915년 가을, 아인슈타인은 일반 상대성이론을 성공적으로 완성했으며, 이를 이용해 수성의 근일점 세차 운동(Perihelion precession of Mercury)을 계산했다. 1919년, 1919년 5월 29일 일식 동안 아서 에딩턴 경이 그 편향 예측을 확인했다. 이러한 관측은 국제 언론에 발표되어 아인슈타인을 세계적으로 유명하게 만들었다. 1919년 11월 7일, 영국의 주요 신문인 《더 타임즈》는 "과학의 혁명 – 우주의 새로운 이론 – 전복된 뉴턴적 아이디어"라는 제목의 배너 제목을 인쇄했다.
1920년에 그는 네덜란드 왕립 예술 과학 아카데미의 외국인 회원이 되었다. 1922년에 그는 "이론 물리학에 대한 공로, 특히 광전 효과의 법칙을 발견한 공로"로 1921년 노벨 물리학상을 수상했다. 일반 상대성이론은 여전히 다소 논란의 여지가 있는 것으로 여겨졌는데, 수상이유서에도 기재된 광전 연구를 '설명'으로 취급하지 않고 단지 '법칙의 발견'으로 취급하였는데, 이는 광자의 개념이 1924년 사티엔드라 나트 보스에 의한 플랑크 스펙트럼(planck Spectrum)이 도출이 될 때까지는 기이한 것으로 여겨져서 여전히 널리 받아들여지지 않았기 때문이었다. 아인슈타인은 1921년 왕립학회 외국인 회원(ForMemRS)으로 선출되었다. 그는 또한 1925년에 왕립 학회로부터 코플리 메달을 받았다.
아인슈타인은 1933년 3월 프로이센 아카데미에서 사임했다. 베를린에 있는 동안 아인슈타인의 과학적 업적에는 일반 상대성이론 완성, 아인슈타인-더 하스 효과 증명, 복사 양자 이론 및 보스-아인슈타인 통계에 기여가 포함되었다.

### 1921–1922: 해외 여행

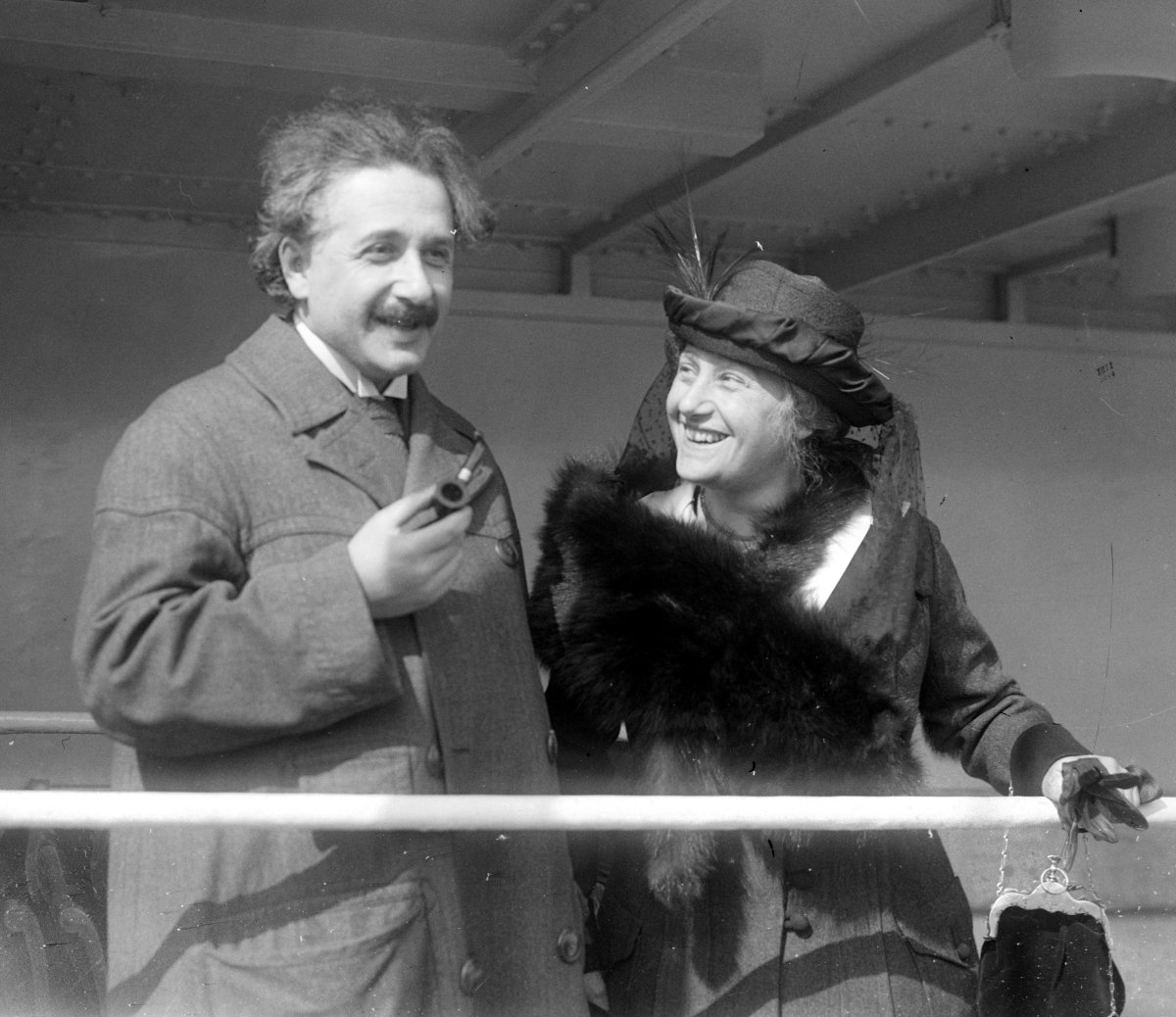
두번째 부인 엘사와 아인슈타인 1921년

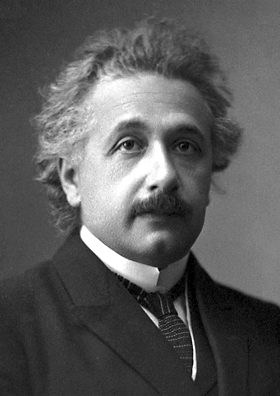
노벨 물리학상을 받은 아인슈타인의 공식 초상화 1921년

아인슈타인은 1921년 4월 2일 처음으로 뉴욕시를 방문하여 존 프랜시스 하일런John Francis Hylan 시장의 공식 환영을 받은 후 3주간의 강의와 리셉션을 가졌다. 그는 컬럼비아 대학교와 프린스턴 대학교에서 여러 차례 강의를 했으며 워싱턴에서는 백악관을 방문할 때 미국 과학 아카데미(National Academy of Sciences)의 대표자들과 동행했다. 유럽으로 돌아온 그는 영국의 정치가이자 철학자인 홀대인 자작의 손님으로서 런던에서 저명한 과학자, 지식인, 정치인을 만났고 킹스 칼리지 런던에서 강연을 했다.
그는 또한 1921년 7월에 "미국에 대한 나의 첫인상(My First Impression of the U.S.A.)"이라는 에세이를 출판했는데, "미국의 민주주의(Democracy in America)" (1835)에서 자신의 인상을 발표한 알렉시 드 토크빌과 마찬가지로 미국인의 몇 가지 특징을 간략하게 설명하려고 했다. 그는 자신의 일부 관찰에 의하여 놀랐던 것이 분명하다. "방문객을 놀라게 한 것은 삶에 대한 즐겁고 긍정적인 태도이다 ... 미국인은 친절하고, 자신감이 넘치며, 낙관적이고 또한 시기하지 않는다."
1922년, 그는 싱가포르, 실론, 일본을 방문하여 수천 명의 일본인에게 일련의 강의를 하며 6개월간의 소풍 및 연설 여행의 일환으로 아시아와 팔레스타인으로 여행했다. 첫 공개 강연을 마친 후, 그는 수천 명의 사람들이 모인 황궁에서 황제와 황후를 만났다. 아들들에게 보낸 편지에서 그는 일본인에 대한 자신의 인상을 겸손하고 총명하며 사려 깊고 예술에 대한 진정한 감각을 가지고 있다고 묘사했다. 1922~23년 아시아를 방문한 자신의 여행 일기에서 그는, 2018년에 재발견되었을 때 외국인 혐오 및 인종 차별적 판단으로 묘사되었던, 중국, 일본 및 인도 사람들에 대한 몇 가지 견해를 표현한다.
아인슈타인은 극동 여행으로 인해 1922년 12월 스톡홀름 시상식에서 노벨 물리학상을 직접 받을 수 없었다. 대신 만찬 연설은 독일 외교관이 진행했는데, 그는 아인슈타인은 과학자일 뿐만 아니라 국제적 평화주의자이자 활동가라고 칭송했다.
돌아오는 길에 그는 12일 동안 팔레스타인을 방문했는데, 그의 그 지역의 유일한 방문이었다. 그는 영국 고등판무관 허버트 새뮤얼 경의 집에 도착하자마자 대포 경례를 받는 등 물리학자라기보다는 마치 국가원수처럼 환영받았다. 리셉션에서 그 건물은 그를 보고 듣고 싶어하는 사람들로 붐볐다. 아인슈타인은 청중과의 대화에서, 유대 민족이 세계에서 하나의 세력으로 인정받기 시작했다는 행복을 표현했다.

아인슈타인은 1923년 2주 동안 스페인을 방문하여 산티아고 라몬 이 카할을 잠깐 만났고 알폰소 13세로부터 스페인 과학 아카데미(Spanish Academy of Sciences)의 회원이라는 디플로마를 받았다.

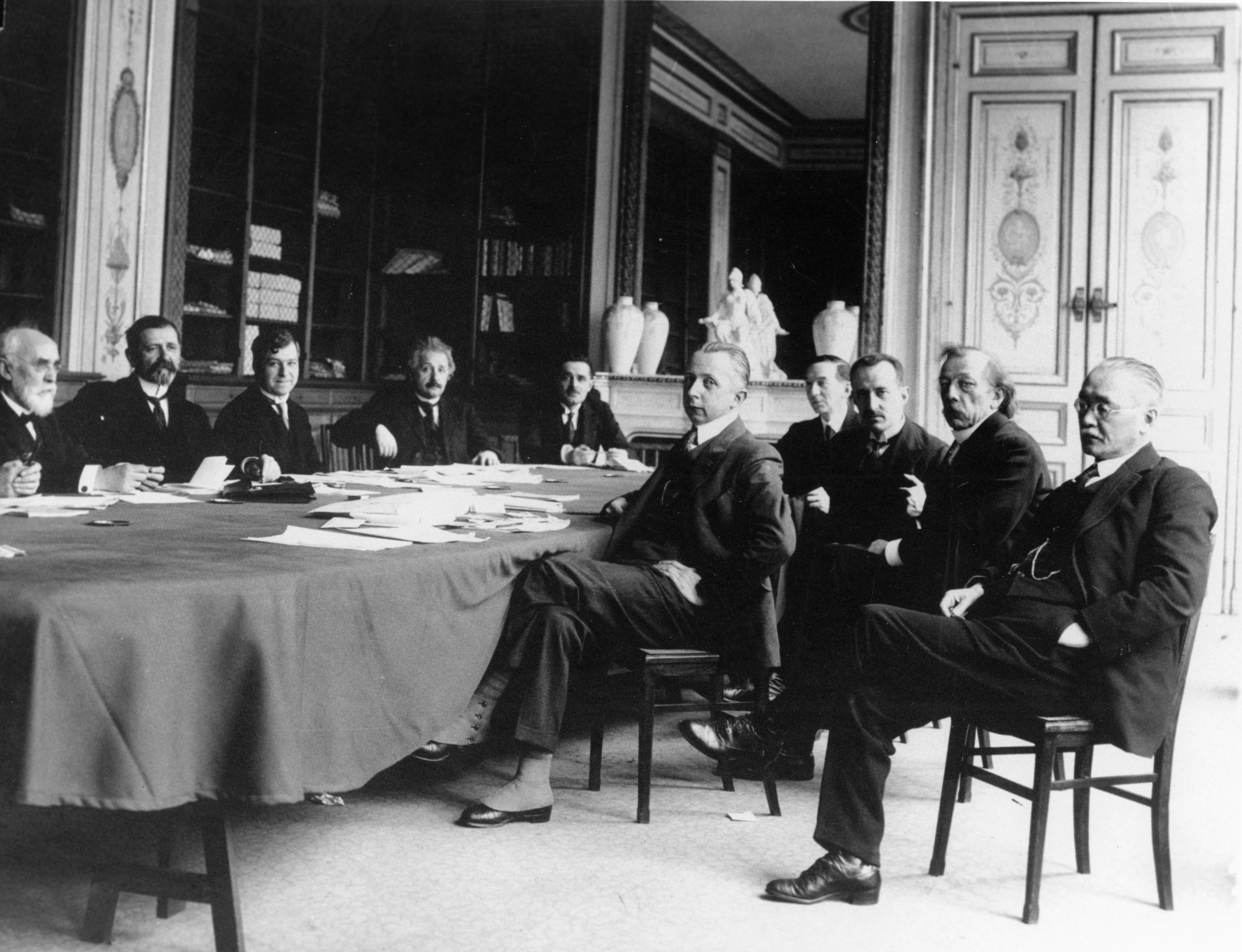
1924년의 아인슈타인; 1922년부터 1932년까지 위원으로 있었던 국제 지적 협력 위원회 회의에서

1922년부터 1932년까지 아인슈타인은 제네바에서 열린 국제 연맹의 국제 지적 협력 위원회(International Committee on Intellectual Cooperation)(1923~1924년에 몇 달 동안 중단됨)의 일원이었으며, 이는 과학자, 연구원, 교사, 예술가 및 지식인 사이의 국제 교류를 촉진하기 위해 만들어진 단체였다. 원래 스위스 대표로 봉사할 예정이던 사무총장 에릭 드러먼드는 가톨릭 활동가인 오스카 할레키Oskar Halecki와 주세페 모타Giuseppe Motta의 설득으로 대신 그를 독일 대표로 임명하여 곤자그 드 레이놀드Gonzague de Reynold가 스위스 대표 자리를 차지할 수 있도록 했으며, 그곳에서 그는 전통주의 가톨릭을 승진시켰다. 가치. 아인슈타인의 전 물리학 교수 헨드릭 로런츠와 폴란드 화학자 마리 퀴리도 위원회 위원이었다.

### 1925: 남아메리카 방문
1925년 3월과 4월에 아인슈타인은 남미를 방문하여 아르헨티나에서 약 한 달, 우루과이에서 일주일, 브라질 리우데자네이루에서 일주일을 보냈다. 아인슈타인의 방문은 훌리오 레이 목사Julio Rey Pastor, 야곱 라웁Jakob Laub, 레오폴도 루고네스Leopoldo Lugones를 포함한 여러 아르헨티나 학자들의 지원을 받아 호르헤 더클라우트Jorge Duclout(1856-1927)과 마우리시오 니렌슈타인Mauricio Nirenstein(1877-1935)에 의해 시작되었다. 아인슈타인과 그의 아내의 방문은 아르헨티나에서는 아르헨티나-독일 문화원(Argentine-Germanic Cultural Institution)의 소액 기부와 함께 주로 부에노스아이레스 대학교 평의회(Council)와 아르헨티나 히브리어 협회(Asociación Hebraica Argentina)의 재정 지원을 받았다.

### 1930–1931: 미국 여행

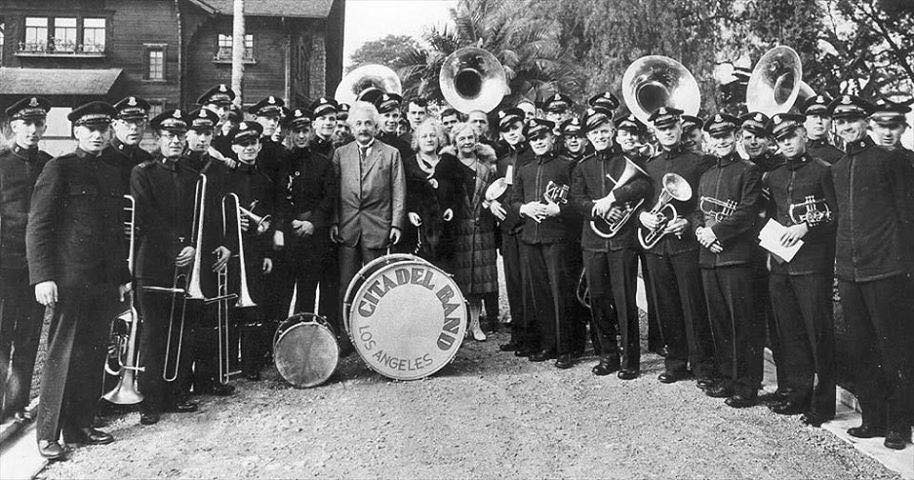
1926년 캘리포니아에서 로즈 퍼레이드에서 공연하기 전 알베르트 아인슈타인과 구세군 밴드.

1930년 12월, 아인슈타인은 두 번째로 미국을 방문했는데, 원래는 캘리포니아 공과 대학교의 연구원으로 2개월간의 방문이었다. 첫 번째 미국 여행에서 전국적인 관심을 받은 후, 그와 그의 주선자들은 그의 사생활 보호를 목표로 했다. 상을 받거나 공개적으로 연설하라는 전보와 초대가 쇄도했지만, 그는 모두 거절했다.
뉴욕에 도착한 후 아인슈타인은 차이나타운, 《뉴욕 타임즈》 편집자들과의 오찬, 메트로폴리탄 오페라에서의 카르멘 공연 등 다양한 장소와 행사로 안내되어 도착하자마자 관객들의 환호를 받았다. 그 후 며칠 동안 그는 지미 워커Jimmy Walker 시장으로부터 도시의 열쇠를 받았고 아인슈타인을 "정신의 지배자"라고 묘사한 컬럼비아 대학교의 총장을 만났다. 뉴욕 리버사이드 교회의 목사인 해리 에머슨 포스딕Harry Emerson Fosdick은 아인슈타인에게 교회를 안내하고 입구에 서 있는 교회가 아인슈타인을 위해 만든 실물 크기의 동상을 보여주었다. 또한 뉴욕에 머무는 동안, 하누카 축제 기간 동안 매디슨 스퀘어 가든에서 15,000명의 군중과 합류했다.

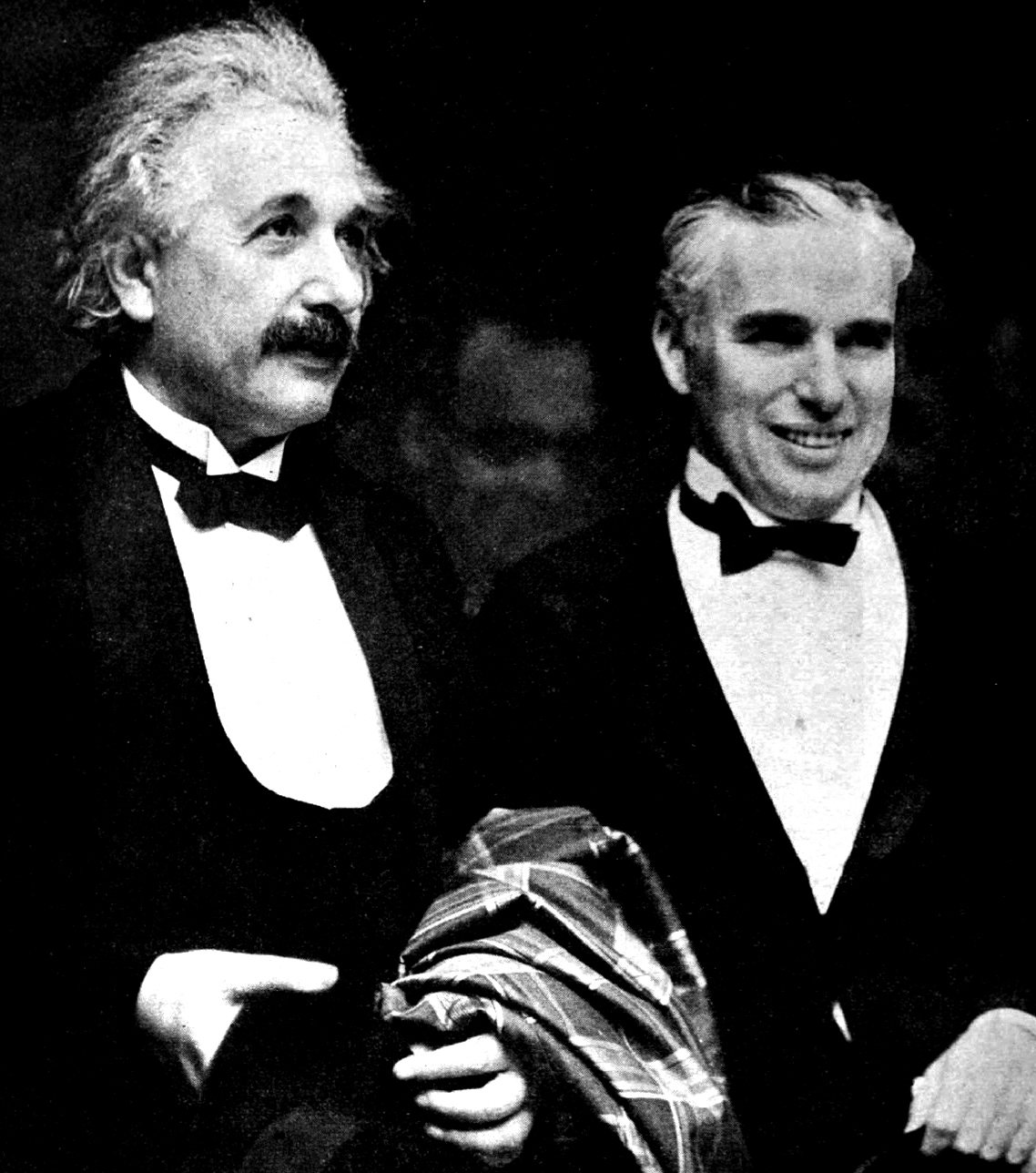
1931년 1월 할리우드 《시티 라이트》 시사회에서 아인슈타인과 찰리 채플린

다음으로 아인슈타인은 캘리포니아로 가서 칼텍 총장과 노벨상 수상자인 로버트 밀리컨을 만났다. 아인슈타인이 뚜렷한 평화주의자이고 밀리컨은 "애국적인 군국주의에 대한 경향이" 있었기 때문에 그 와의 우정은 "어색했다". 칼텍의 학생들에게 연설하는 동안 아인슈타인은 과학이 종종 득보다 실이 더 많은 경향이 있음을 지적했다.
전쟁에 대한 이러한 혐오감 때문에 아인슈타인은 평화주의로 유명한 작가 업턴 싱클레어와 영화배우 찰리 채플린과 친구가 되었다. 유니버설 스튜디오의 수장인 칼 램믈Carl Laemmle은 아인슈타인에게 그의 스튜디오를 안내하고 그를 채플린에게 소개했다. 그들은 채플린이 아인슈타인과 그의 아내 엘사를 저녁 식사를 위해 그의 집으로 초대하는 즉석 접촉을 가졌다. 채플린은 조용하고 부드러운 아인슈타인의 겉모습이 그의 "비범한 지적 에너지"가 나오는 "매우 감정적인 기질"을 숨기고 있는 것 같다고 말했다.
채플린의 영화 《시티 라이트(City Lights)》는 며칠 후 할리우드에서 초연될 예정이었고 채플린은 아인슈타인과 엘사를 특별 게스트로 초대했다. 아인슈타인의 전기 작가인 월터 아이작슨은 이것을 "축복의 새 시대에서 가장 기억에 남는 장면 중 하나"라고 묘사했다. 채플린은 나중에 베를린으로 여행을 갔을 때 그의 집에 있는 아인슈타인을 방문하여 그의 "소박한 작은 아파트"와 그의 이론을 쓰기 시작했던 피아노를 회상했다. 채플린은 그것이 "나치에 의해 점화용 나무로 사용되었을 것"이라고 추측했다.

### 1933: 미국으로의 이주

"평화주의"의 날개를 펼친 아인슈타인의 만화(찰스 R. 맥컬리_{Charles R. Macauley}, 1933년경)

1933년 2월 미국을 방문하는 동안 아인슈타인은 독일의 새 총리 아돌프 히틀러가 집권한 나치의 집권으로 독일로 돌아갈 수 없다는 것을 알았다.
1933년 초 미국 대학에 있는 동안 그는 패서디나에 있는 캘리포니아 공과 대학교에서 세 번째 2개월간 방문 교수직을 맡았다. 1933년 2월과 3월에 게슈타포는 베를린에 있는 그의 가족 아파트를 반복해서 습격했다. 그와 그의 아내 앨사는 3월에 유럽으로 돌아갔고 여행 중에 독일 의회가 3월 23일 전권 위임법를 통과시켜 히틀러 정부를 '사실상' 법적 독재 정권으로 전환시켰고 그들이 배를린으로 갈 수 없다는 것을 알게 되었다. 나중에 그들은 그들의 오두막이 나치에 의해 습격당했고 아인슈타인의 개인 범선이 압수되었다는 소식을 들었다. 3월 28일 벨기에 앤트워프에 도착한 아인슈타인은 즉시 독일 영사관으로 가서 여권을 양도하고 공식적으로 독일 시민권을 포기했다. 나치는 나중에 그의 배를 팔고 그의 오두막을 히틀러 청소년단 캠프로 개조했다.

#### 난민 신분

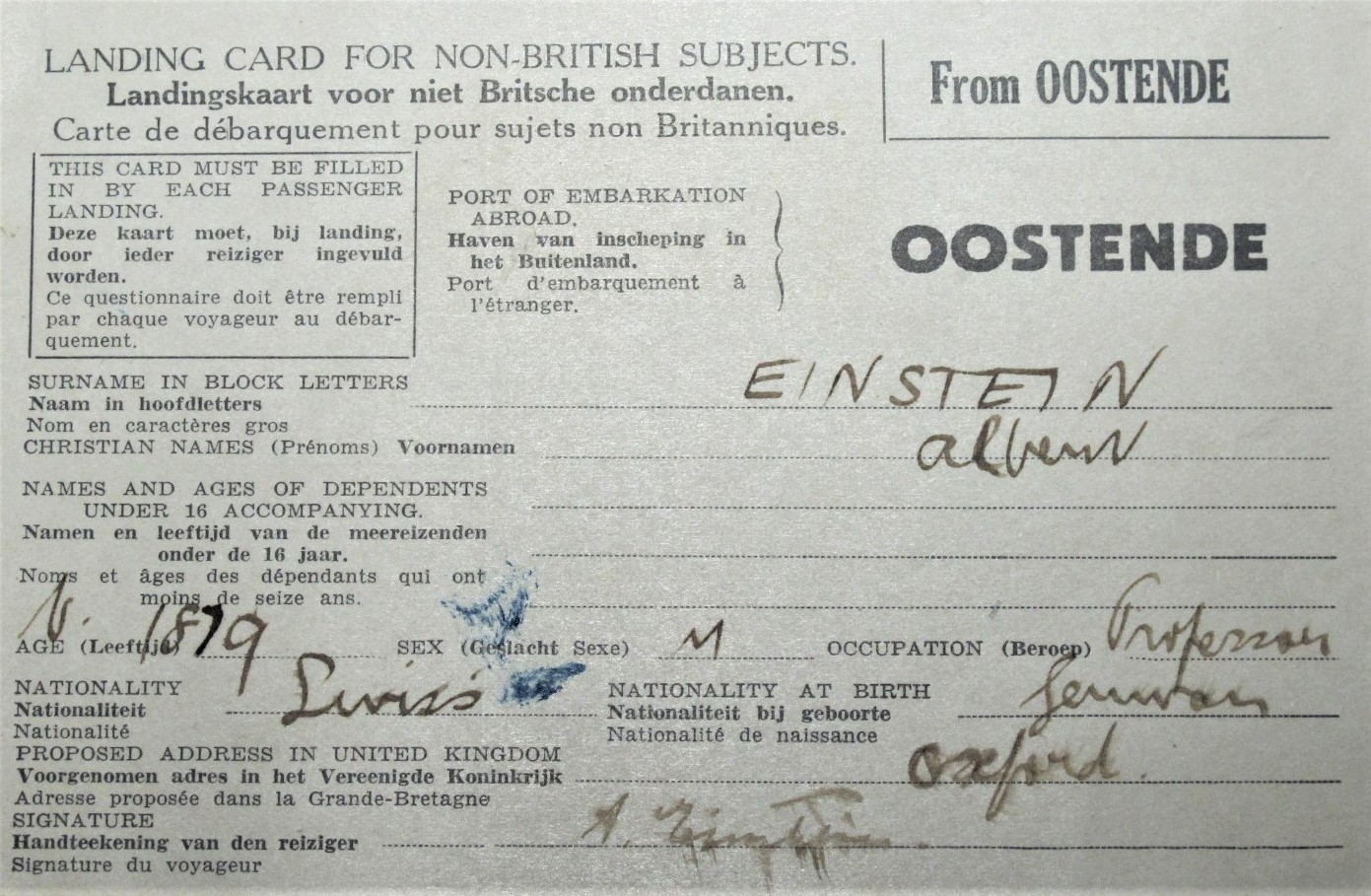
알베르트 아인슈타인의 방문 카드(1933년 5월 26일), 그가 옥스포드를 방문하기 위해 오스텐더(벨기에)에서 도버(영국)에 상륙했을 때.

1933년 4월, 아인슈타인은 새로운 독일 정부가 대학에서 가르치는 것을 포함하여 유태인이 공직에 있는 것을 금지하는 법률을 통과시켰음을 발견했다. 역사가인 제럴드 홀턴Gerald Holton은 어떻게 "동료들이 거의 들리지 않는 항의를 제기한" 상황에서 수천 명의 유대인 과학자들이 갑자기 대학 직위를 포기하고 그들이 고용된 기관 목록에서 이름이 삭제되었는가를 기술한다.
한 달 후, 아인슈타인의 저술은 나치 책 불태우기에서  독일 학생회(German Student Union)의 표적이 된 서적들 중 하나였으며 나치 선전 장관 요제프 괴벨스는 "유대인 지식주의는 죽었다"고 선언했다. 한 독일 잡지는 그를 적의 목록에 포함시켰다. 독일 정권은 "아직 교수형에 처하지 않음"이라는 문구를 사용하여 그의 머리에 현상금 5,000달러를 제안했다. 독일에서 영국으로 이미 이주한 물리학자 친구인 막스 보른에게 보낸 후속 편지에서 아인슈타인은 다음과 같이 썼다. "... 그들의 잔인함과 비겁함의 정도가 놀라움으로 다가왔다는 것을 고백해야 한다." 미국으로 건너간 후 그는 책 불태우기를 "대중 계몽을 기피하고" 또한 "세상 무엇보다 지적 독립을 하는 사람들의 영향을 두려워하는" 사람들의 "자발적인 감정 폭발"이라고 묘사했다.
아인슈타인은 이제 영구적인 집도 없었고 자신이 어디에서 살고 일할지 확신할 수 없었으며 여전히 독일에 있는 수많은 다른 과학자들의 운명에 대해서도 똑같이 걱정했다. 1933년 4월 영국의 자유당 정치인 윌리엄 베버리지가 학자들이 나치의 박해를 피할 수 있도록 돕기 위해 설립한 학술 지원 위원회(Academic Assistance Council)의 도움으로 아인슈타인은 독일을 떠날 수 있었다. 그는 벨기에의 데한(De Haan)에 집을 빌려 몇 달 동안 살았다. 1933년 7월 말, 그는 지난 몇 년 동안 그와 친구가 된 영국 국회의원 사령관 올리버 로커-램슨Oliver Locker-Lampson의 초청으로 약 6주 동안 영국을 방문했다. 로커-램슨은 노퍽 로턴(Norfolk, Roughton) 교구에 있는 로턴 히스(Roughton Heath)의 목조 오두막에 있는 크로머(Cromer) 집 근처에 머물도록 그를 초대했다. 아인슈타인을 보호하기 위해 로커 램슨은 두 명의 경호원을 그의 외딴 오두막에서 지켜보게 했다. 1933년 7월 24일 《데일리 해랄드(Daily Herald)》에 엽총을 들고 아인슈타인을 지키는 사진이 실렸다.
로커-램슨은 아인슈타인을 집으로 데려가 윈스턴 처칠을 만났고 나중에는 오스틴 체임벌린과 로이드 조지 전 총리를 만났다. 아인슈타인은 유대인 과학자들을 독일에서 내보내도록 도와달라고 요청했다. 영국 역사가 마틴 길버트Martin Gilbert는 처칠이 즉시 대응했고 그의 친구 물리학자 프레데릭 린데만Frederick Lindemann을 독일로 보내 유대인 과학자를 찾아 영국 대학에 배치했다고 지적했다. 처칠은 나중에 독일이 유태인을 몰아낸 결과로 "기술적 표준"이 낮아져서 연합군의 기술이 앞서게 된 것을 관찰했다.
아인슈타인은 나중에 터키 수상 이스메트 이뇌뉘를 포함한 다른 국가의 지도자들에게 연락하여 1933년 9월 실직한 독일계 유대인 과학자들을 배치해 달라는 편지를 썼다. 아인슈타인의 편지의 결과로 터키에 초청된 유대인들은 결국 "구원된 개인 1,000명"을 넘어섰다.
로커-램슨은 또한 영국 시민권을 아인슈타인에게 연장하기 위한 법안을 의회에 제출했는데, 이 기간 동안 아인슈타인은 유럽에서 일으키고 있는 위기를 설명하는 공개석상에서 여러 번 등장했다. 그의 연설 중 하나에서 그는 독일의 유대인 대우를 비난하는 동시에 다른 곳에서 시민권을 거부당하고 있는 팔레스타인에서 유대인 시민권을 증진하는 법안을 발의했다. 연설에서 그는 아인슈타인을 영국에서 임시 쉼터를 제공받아야 하는 "세계의 시민"으로 묘사했다. 그러나 두 법안 모두 실패했고, 아인슈타인은 고등연구소(Institute for Advanced Study)로부터의 초기의 제안을 받아들여, 미국 뉴저지 프린스턴에서 상주 학자(resident scholar)가 되었다.

#### 프린스턴 고등연구소의 상주 학자

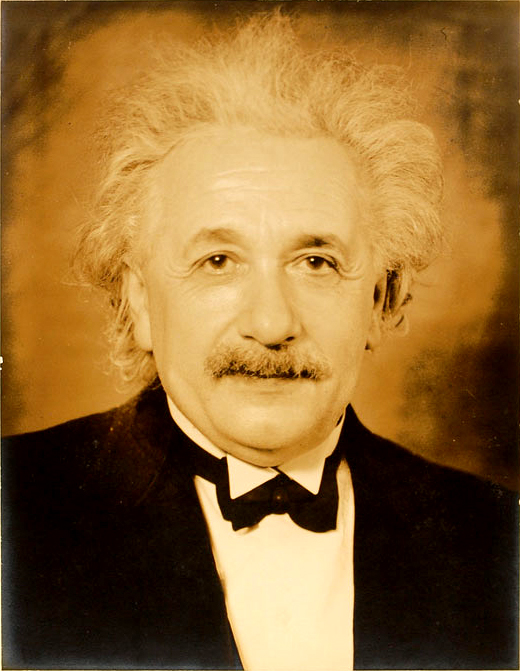
프린스턴에서 찍은 아인슈타인의 초상화 1935년 (56세)

1933년 10월 3일, 아인슈타인은 런던의 로열 앨버트 홀에서 꽉 찬 청중 앞에서 학문적 자유의 중요성에 대해 연설했고, 《타임스》는 그가 내내 열광적인 환호를 받았다고 보도했다. 4일 후 그는 미국으로 돌아와 나치 독일을 탈출한 과학자들의 피난처가 된 것으로 알려진 고등연구소에 자리를 잡았다. 당시 하버드, 프린스턴, 예일을 포함한 대부분의 미국 대학에는 1940년대 후반까지 지속된 유대인 할당제(Jewish quotas) 때문에 유대인 교수진이나 학생이 거의 없거나 전혀 없었다.
아인슈타인은 아직 자신의 미래를 결정하지 못했습니다. 그는 1931년 5월부터 1933년 6월까지 크라이스트 처치 (옥스퍼드)를 포함한 여러 유럽 대학에서 제의를 받았고, 그곳에서 1931년 5월부터 1933년 6월까지 3번의 짧은 기간 동안 머물렀고, 5년 연구 장학금(크라이스트 처치의 "학생 자격"이라고 부름)을 제안받았다. 그러나 1935년에 그는 미국에 영구적으로 남아 시민권을 신청하기로 결정했다.
아인슈타인의 고등연구소와의 제휴는 1955년 그가 사망할 때까지 지속되었다. 그는 새로운 연구소에서 (존 폰 노이만, 쿠르트 괴델 및 헤르만 바일과 함께) 처음으로 선택된 4명 중 한 명이었으며, 그곳에서 그는 곧 괴델과 친밀한 우정으로 발전했다. 두 사람은 자신의 일을 의논하면서 함께 긴 산책을 하곤 했다. 그의 조수인 브루리아 카우프만Bruria Kaufman은 나중에 물리학자가 되었다. 이 기간 동안 아인슈타인은 통일장 이론을 개발하고 또한 양자 물리학에 대한 수용된 해석을 논박하려 했으나 모두 실패했다.

#### 제2차 세계대전과 맨해튼 계획

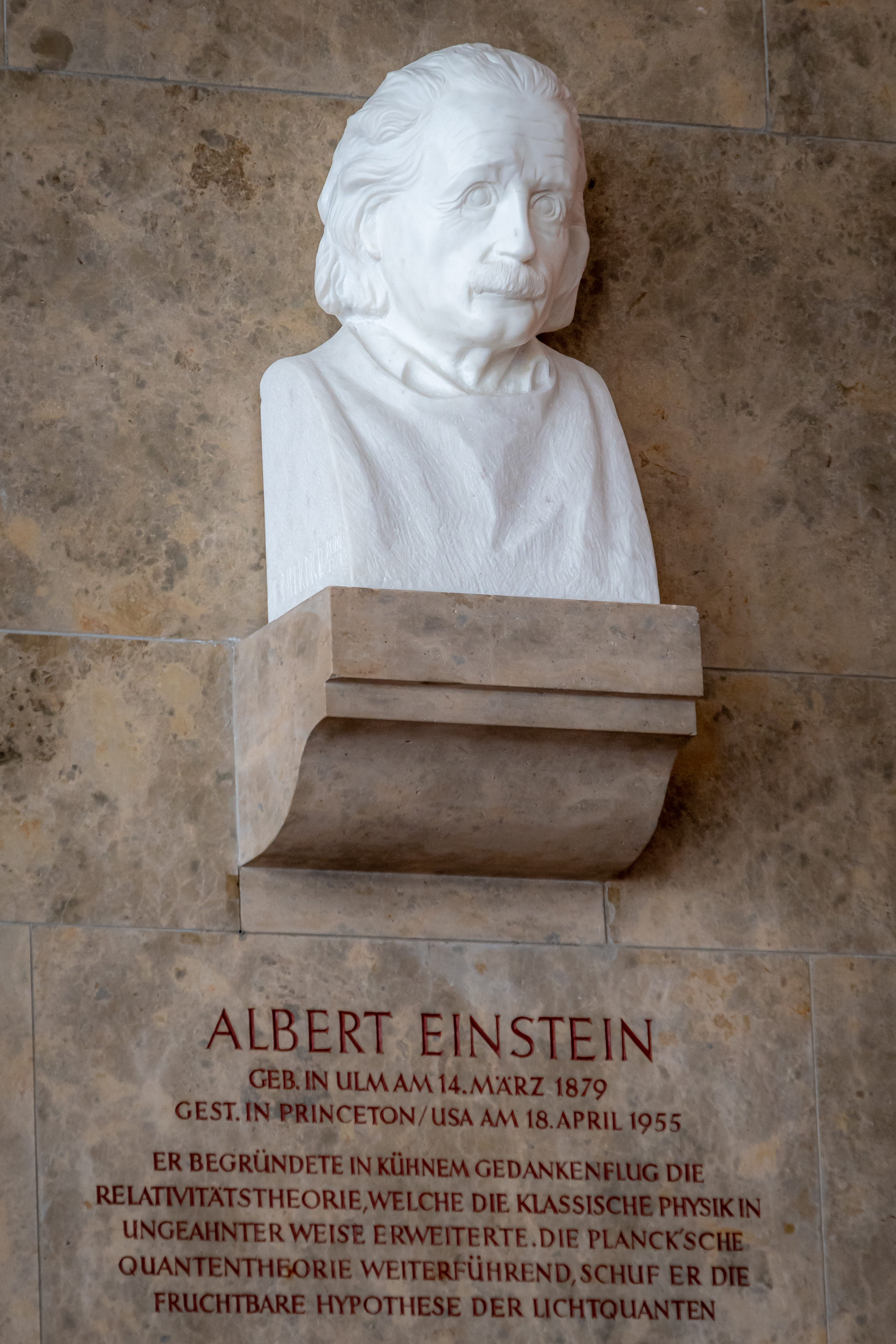
뮌헨의 독일 박물관에 있는 알베르트 아인슈타인의 대리석 흉상

1939년에 망명한 물리학자 실라르드 레오를 포함한 헝가리 과학자 그룹이 워싱턴에 진행 중인 나치 원자폭탄 연구에 대해 경고하려고 시도했다. 그룹의 경고는 과소평가되었다. 아인슈타인과 실라르드는 에드워드 텔러와 유진 위그너와 같은 다른 난민들과 함께 "독일 과학자들이 원자폭탄 개발 경쟁에서 승리할 가능성을 미국인들에게 경고하고 히틀러가 그러한 무기에 의지할 것 이상일 것"이라고 경고하는 것을 그들의 책임으로 여겼다. 미국이 위험을 인지하고 있는지 확인하기 위해서, 유럽에서 제2차 세계 대전이 시작되기 몇 달 전인 1939년 7월, 실라르드와 위그너는 아인슈타인을 방문하여 평화주의자인 아인슈타인이 한 번도 생각해 본 적이 없는 원자폭탄의 가능성을 설명했다. 그는 실라르드와 함께 루즈벨트 대통령에게 미국이 관심을 갖고 자체적인 핵무기 연구에 참여할 것을 권고하는 편지를 작성하여 지원을 요청했다.
이 서한은 "거의 틀림없이 미국이 제2차 세계대전에 참전하기 직전에 핵무기에 대한 진지한 조사를 실시하기 위한 핵심 자극제"라고 믿어진다. 편지 외에도 아인슈타인은 벨기에 왕실 및 벨기에 여왕 어머니와의 인맥을 이용하여 백악관 집무실에 개인 사절을 보낼 수 있었다. 어떤 사람들은 아인슈타인의 편지와 루즈벨트와의 만남의 결과로서 미국이 맨해튼 계획를 시작하기 위해 "막대한 물질적, 재정적, 과학적 자원"을 사용하여 폭탄 개발을 위한 "경쟁"에 들어갔다고 말한다.
아인슈타인에게 "전쟁은 질병이었다 ... [그리고] 그는 전쟁에 대한 저항을 요구했다." 루즈벨트에게 보낸 편지에 서명함으로써 일부 사람들은 그가 그의 평화주의 원칙에 어긋났다고 주장한다. 죽기 1년 전인 1954년, 아인슈타인은 그의 오랜 친구 라이너스 폴링에게 말하기를, "나는 인생에서 한 가지 큰 실수를 저질렀다-루즈벨트 대통령에게 원자폭탄을 만들 것을 권고하는 편지에 서명했을 때였는데; 그러나 독일인이 그들을 만들 위험이 있다는 몇 가지 정당성-독일인이 그것들을 만들 위험이 있었다 ..." 1955년에 아인슈타인과 영국 철학자 버트런드 러셀을 비롯한 10명의 다른 지식인과 과학자는 핵무기의 위험을 강조하는 한 선언문에 서명했다.

#### 미국시민권

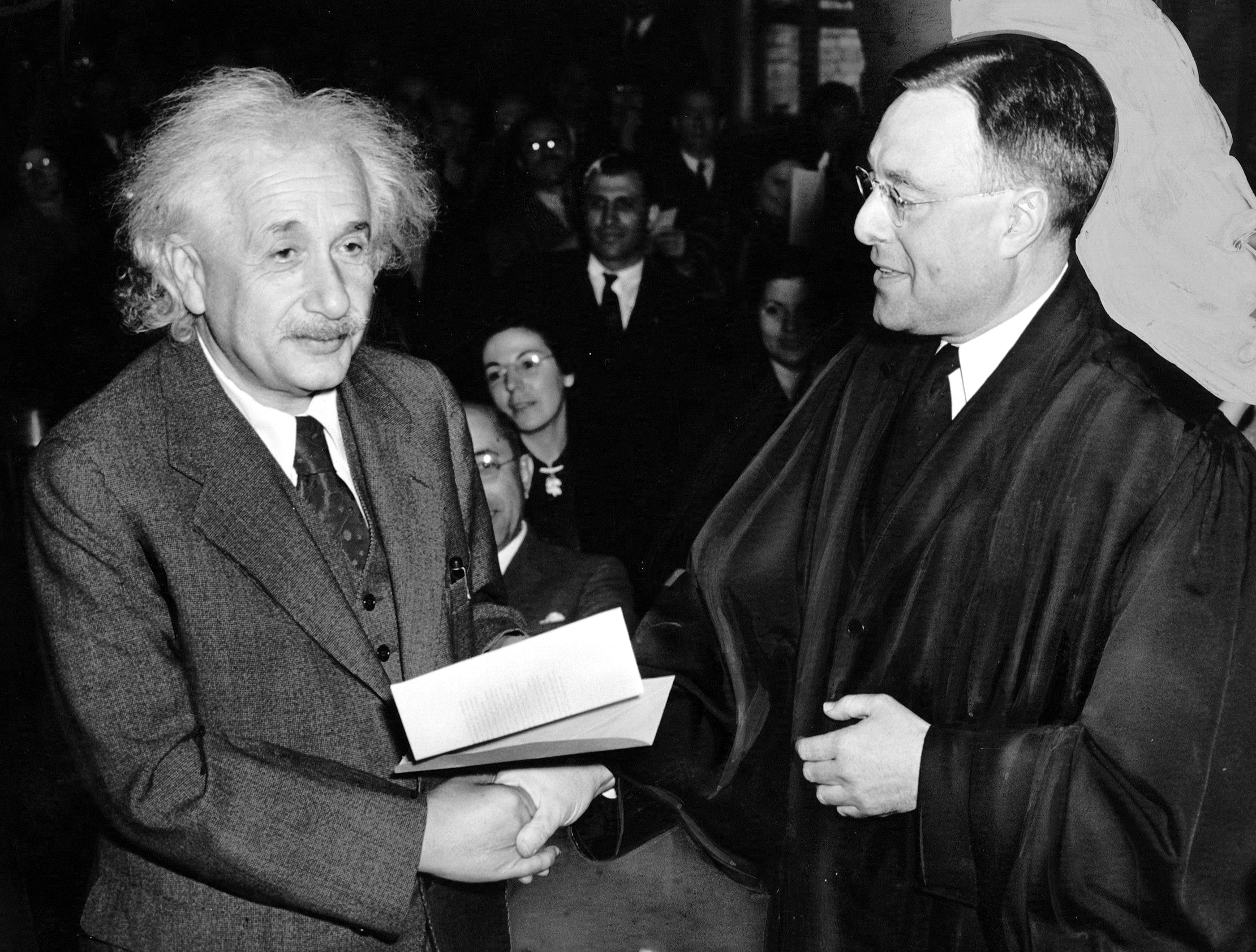
필립 포만_{Phillip Forman}판사로부터 미국 시민권을 받는 아인슈타인

아인슈타인은 1940년에 미국 시민이 되었다. 뉴저지주 프린스턴에 있는 고등 연구소에서 경력을 쌓은 지 얼마 되지 않아 그는 유럽과 비교할 때 미국 문화의 능력주의에 대한 감사를 표했다. 그는 사회적 장벽 없이 "자신이 원하는 것을 말하고 생각할 수 있는 개인의 권리"를 인정했고, 그 결과, 개인이 더 창의적으로 격려받았으며, 이는 그가 자신의 조기 교육에서 소중하게 여겼던 특성이라고 말했다.
아인슈타인은 프린스턴에 있는 전미 유색인종 발전 협회(NAACP)에 가입하여 아프리카계 미국인의 시민권을 위한 캠페인을 벌였다. 그는 인종차별을 미국의 "최악의 질병"으로 간주했으며, 이를 "한 세대에서 다음 세대로 전승되는" 것으로 보았다. 그의 참여의 일환으로 그는 인권 운동가 W. E. B. 듀보이스와 교신했고 1951년 재판에서 그를 위하여 증언할 준비가 되었다. 아인슈타인이 듀보이스의 증인이 되겠다고 제안했을 때 판사는 사건을 기각하기로 결정했다.
1946년 아인슈타인은 역사적으로 흑인 대학이었던 펜실베니아의 링컨 대학교을 방문하여 명예 학위를 받았다. 링컨은 미국에서 아프리카계 미국인에게 대학 학위를 수여한 최초의 대학이어서; 졸업생으로는 랭스턴 휴스와 서굿 마셜이 포함된다. 아인슈타인은 미국의 인종차별에 대해 연설하면서 "나는 그것에 대해 침묵할 생각이 없다"고 덧붙였다. 프린스턴의 한 거주자는 아인슈타인이 한때 흑인 학생을 위해 대학 등록금을 지불한 적이 있다고 회상한다. 아인슈타인은 "내 자신이 유대인이므로, 아마도 흑인들이 차별의 희생자로 느끼는 감정을 이해하고 공감할 수 있다."라고 말했다.

### 개인적인 견해

#### 정치적 견해

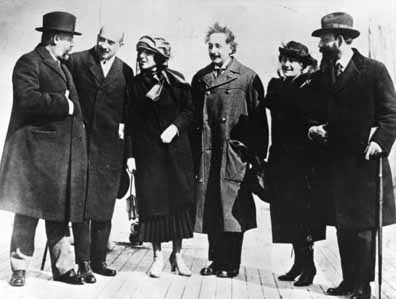
1921년 뉴욕에 도착한 아인슈타인과 아내 엘사 아인슈타인 및 미래의 이스라엘의 대통령 하임 바이츠만, 그의 아내 베라 바이츠만_{Vera Weizmann}, 메나헴 어시킨_{Menahem Ussishkin}과 벤자이온 모신슨_{Ben-Zion Mossinson} 등 시온주의 지도자들

1918년 아인슈타인은 자유주의 정당인 독일민주당의 창당원 중 한 명이었다. 말년에 아인슈타인의 정치적 견해는 사회주의를 지지하고 자본주의에 대해 비판적이었고, 그는 "왜 사회주의인가?"와 같은 에세이에서 자세히 설명했다. 볼셰비키에 대한 그의 견해도 시간이 지남에 따라 바뀌었다. 1925년에 그는 '잘 규제된 정부 시스템'을 갖고 있지 않다고 비판하고 그들의 통치를 '인류 역사의 비극이자 공포의 체제'라고 불렀다. 그는 나중에 보다 균형 잡힌 견해를 채택하여 그들의 방법을 비판했지만 칭찬했는데, 이는 1929년 블라디미르 레닌에 대한 그의 발언에서 확인할 수 있다. 나는 그의 방법이 바람직하지 않다고 생각한다. 그러나 한 가지 확실한 것은 그와 같은 사람들은 인류 양심의 수호자이자 재건자이다." 아인슈타인은 종종 물리학이나 수학 이론과 관련이 없는 문제에 대해 판단과 의견을 제시하도록 요청받았다. 그는 세계 연방의 틀에서 민족 국가의 힘을 견제하는 민주적 세계 정부의 아이디어를 강력하게 옹호했다. 다른 그는 "나는 인간이 지금까지 발견한 가장 끔찍한 위험을 제거할 수 있는 다른 가능한 방법이 없다고 확신하기 때문에 세계 정부를 지지한다."라고 썼다. FBI는 1932년에 아인슈타인에 대한 비밀 문서를 작성했으며 그가 사망할 당시 그의 FBI 파일 길이는 1,427페이지였다.
아인슈타인은 편지를 주고 받은 마하트마 간디에게 깊은 감명을 받았다. 그는 간디를 "다음 세대를 위한 롤 모델"로 묘사했다. 최초의 관계는 1931년 9월 27일 윌프리드 이스라엘Wilfrid Israel이 인도 손님 V. A. 순다람V. A. Sundaram을 데리고 카푸트 마을에 있는 여름 별장에서 친구 아인슈타인을 만났을 때 이루어졌다. 순다람은 간디의 제자이자 특사였는데, 윌프리드 이스라엘은 1925년 인도에서 인도 지도자의 집을 방문했을 때 그를 만났다. 방문하는 동안 아인슈타인은 간디에게 짧은 편지를 썼고 그 편지에 간디는 곧바로 답했다. 결국 아인슈타인과 간디는 바라던 대로 만날 수 없었지만, 그들 사이의 직접적인 연결은 윌프리드 이스라엘을 통해 이루어졌다.

#### 시오니즘과의 관계

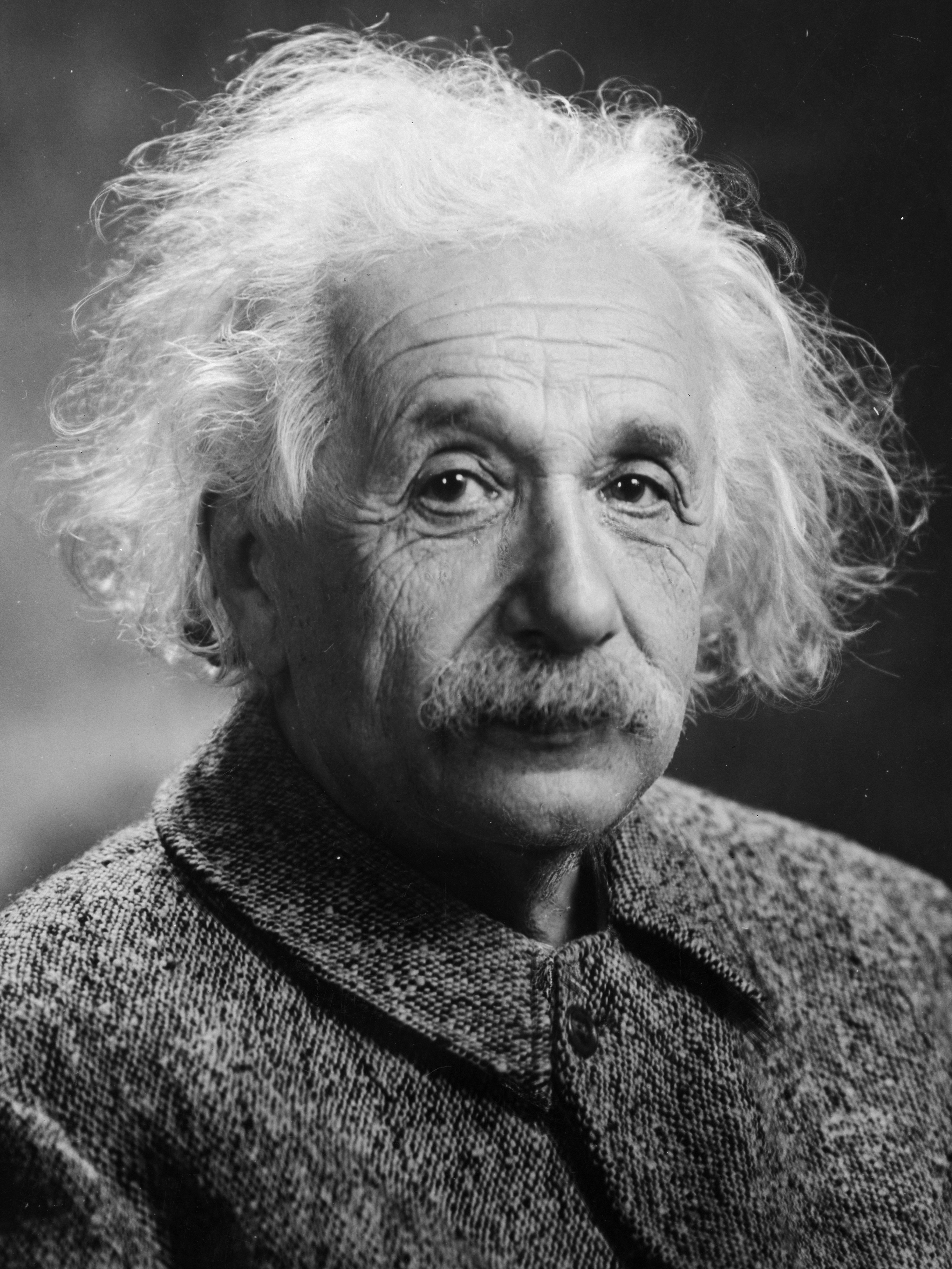
1947년의 아인슈타인

아인슈타인은 1925년에 개교한 예루살렘 히브리 대학교 설립을 도운 대표적인 지도자였으며, 최초의 이사회 중 한사람이었다. 그 이전인 1921년에 그는 생화학자이자 세계 시오니스트 기구(World Zionist Organization) 회장인 하임 바이츠만으로부터 계획된 대학을 위한 기금 마련을 도와달라는 요청을 받았다. 그는 또한 초기 프로그램에 대해 다양한 제안을 제출했다.
그 중 미개발 토지를 정착시키기 위해 먼저 농업 연구소를 만들 것을 조언했다. 그는 화학 연구소와 미생물학 연구소가 국가 발전의 3분의 1을 저해하고 있는 "악"이라고 불렀던 말라리아와 같은 다양한 진행 중인 전염병과 싸우기 위해 이를 따라야 한다고 제안했다. 동양학 연구소의 설립은 히브리어와 아랍어로 제공되는 언어 과정을 포함하는 국가와 역사적 기념물에 대한 과학적 탐구를 위하여 중요했다.
아인슈타인은 민족주의자가 아니었다. 그는 1948년에 이스라엘로서 그의 도움 없이 세워질 독립된 유대 국가의 창설에 반대했다. 아인슈타인은 알리야의 유대인들이 팔레스타인에 있는 기존 아랍인들과 함께 살 수 있다고 느꼈다.
그럼에도 불구하고 1952년 11월 이스라엘 대통령 바이츠만이 사망하자 총리 다비드 벤구리온은 에즈리엘 칼레바흐Ezriel Carlebach의 역설로 아인슈타인에게 이스라엘의 대통령의 대체로 의례적 지위를 제안했다. 이 제안은 워싱턴 주재 이스라엘 대사인 아바 에반Abba Eban에 의해 제시되었는데, 그는 이 제안이 "유대인이 그 아들들 중 누구에게나 안식할 수 있는 가장 깊은 존경을 구현하는 것"이라고 설명했다. 아인슈타인은 자신이 "깊은 감동"을 받았지만 받아들일 수 없다는 사실에 "슬프고 부끄럽다"고 썼다.

#### 종교적 및 철학적 견해
아인슈타인은 다양한 원본 저작물과 인터뷰에서 자신의 영적 견해에 대해 이야기했다. 그는 바뤼흐 스피노자의 철학에 나오는 비인격적인 범신론적 신에 대해 공감한다고 말했다. 그는 인간의 운명과 행동에 관여하는 개인 신을 믿지 않았고, 그 견해를 순진하다고 묘사했다. 그러나 그는 자신을 불가지론자, 또는 "깊이 종교적인 비신자"라고 부르는 것을 좋아해서 "나는 무신론자가 아니다"라고 분명히 밝혔다. 내세를 믿느냐는 질문에 아인슈타인은 "아니요. 그리고 한 번이면 충분합니다."라고 대답했다.
아인슈타인은 주로 영국과 미국 양국의 비종교적 휴머니스트 및 윤리 문화(Ethical Culture) 그룹과 제휴했다. 그는 뉴욕 제일 휴머니스트 협회(First Humanist Society of New York) 자문 위원회에서 봉사했으며, 영국에서 《신 휴머니스트 (New Humanist)》를 출판하는 합리주의자 협회(Rationalist Association)의 명예 준회원이었다. 뉴욕 윤리 문화 협회(New York Society for Ethical Culture) 창립 75주년을 맞아서, 그는 윤리적 문화라는 개념이 종교적 이상주의에서 가장 가치 있고 영속적인 것이 무엇인지에 대한 자신의 개인적인 개념을 구현했다고 천명했다. 그는 "'윤리적 문화'가 없으면 인류의 구원도 없다"고 말했다.
1954년 1월 3일자 철학자 에릭 거트킨드Eric Gutkind에게 보낸 독일어 편지에서 아인슈타인은 다음과 같이 썼다:
나에게 신이란 단어는 인간의 나약함의 표현이자 산물에 지나지 않으며, 성경은 영예롭지만 여전히 유치한 원시적인 전설의 모음집이다. 아무리 미묘하게 (나를 위해) 이것을 바꿀 수 있더라도 해석이 없다. ... 나에게 유대교는 다른 모든 종교와 마찬가지로 가장 유치한 미신의 화신이다. 그리고 내가 기꺼이 속해 있고 깊은 유대감을 갖고 있는 유대인은 다른 모든 사람들과 다를 바 없다. ... 나는 그들에 대해 '선택'된 것을 볼 수 없다.
아인슈타인은 오랫동안 채식주의에 동조했다. 1930년 독일 채식 연맹(Deutsche Vegetarier-Bund)의 부회장인 헤르만 후트Hermann Huth에게 보낸 편지에서 그는 다음과 같이 썼다:
나는 외적인 환경 때문에 엄격한 채식을 하는 것이 금지되어 있었지만 원칙적으로는 오랫동안 그 원인을 고수해 왔다. 심미적 및 도덕적 이유로 채식주의의 목적에 동의하는 것 외에도, 인간의 기질에 순전히 신체적 영향을 미치는 채식주의 생활 방식이 인류의 운명에 가장 유익한 영향을 미칠 것이라는 것이 나의 견해이다.
그는 그의 삶의 마지막 부분에서만 채식주의자가 되었다. 1954년 3월에 그는 편지에서 이렇게 썼다: "그래서 저는 지방도, 고기도, 생선도 없이 살고 있지만, 이런 식으로 꽤 기분이 좋다. 제가 보기에 인간은 육식동물로 태어나지 않은 것 같다."

#### 음악의 사랑

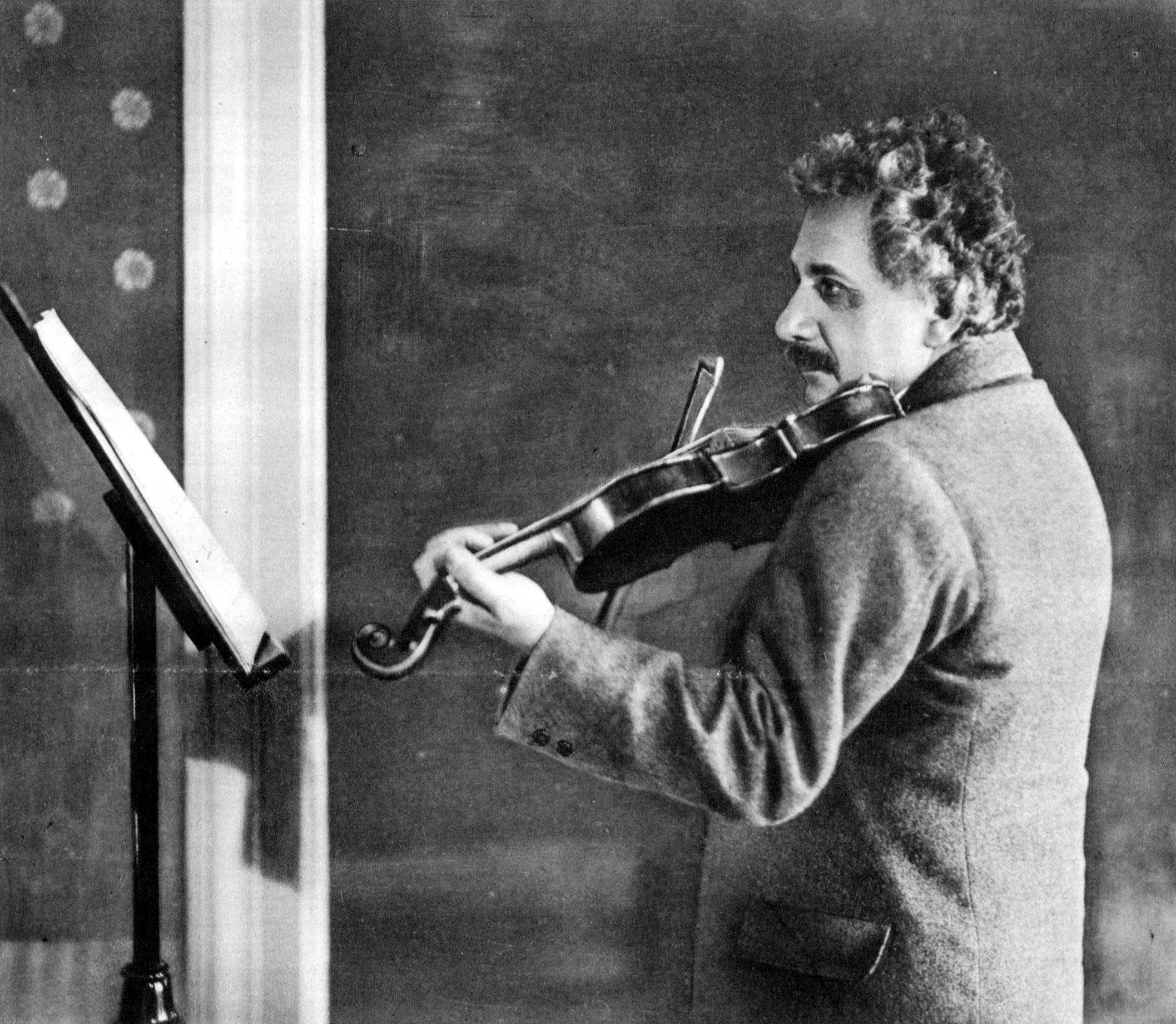
바이올린을 연주하는 아인슈타인 (1927년에 출판된 이미지)

아인슈타인은 어린 나이에 음악의 감상을 발전시켰다. 그의 후기 잡지에서 그는 다음과 같이 썼다:
"나는 물리학자가 아니었다면 아마도 음악가가 되었을 것이다. 나는 종종 음악 속에서 생각한다. 나는 음악 속에서 백일몽을 꾼다. 나는 음악의 관점에서 내 삶을 본다 ... 나는 인생에서 대부분의 기쁨을 음악으로부터 얻는다."
그의 어머니는 피아노를 꽤 잘 치셨고 아들이 바이올린을 배우기를 원했으며, 아들에게 음악에 대한 사랑을 심어줄 뿐만 아니라 독일 문화에 동화되도록 도왔다. 지휘자 레온 보스타인Leon Botstein에 따르면, 아인슈타인은 5세 때 연주를 시작했다. 하지만, 그는 그 나이에는 그것을 즐기지는 않았다.
그가 13살이 되었을 때 모차르트의 바이올린 소나타를 발견하고 모차르트의 작곡에 매료되어 음악을 더 열심히 공부했다. 아인슈타인은 "체계적으로 연습한 적" 없이 스스로 연주하는 법을 배웠다. 그는 "사랑은 의무감보다 더 나은 스승이다."라고 말했다. 17세 때 그는 베토벤의 바이올린 소나타를 연주하던 중 아라우에서 학교 시험관에게 들었다. 심사관은 나중에 그의 연주가 "놀랍고 '위대한 통찰력'을 드러냈다"고 말했다. 보스타인은 쓰기를, 시험관을 놀라게 한 것은 아인슈타인이 "음악에 대한 깊은 사랑과 부족했던 자질을 보여주었다는 것이다. 음악은 이 학생에게 특별한 의미를 지녔다."
그 이후로 음악은 아인슈타인의 삶에서 중추적이고 영구적인 역할을 담당했다. 자신이 전문 음악가가 되겠다는 생각은 한 번도 생각하지 않았지만, 아인슈타인이 실내악을 함께 연주한 사람들 중에는 소수의 전문가들이 있었고 그는 개인 청중과 친구들을 위해 연주했다. 실내악은 베른, 취리히, 베를린에 살면서 막스 플랑크와 그의 아들과 함께 연주하는 동안 그의 사회 생활의 일부가 되었다. 그는 때때로 모차르트 작품의 쾨헬 번호 1937년 판의 편집자로 잘못 알려져 있는데; 그 판은 먼 관계였을지도 모르는 알프레드 아인슈타인Alfred Einstein에 의해 준비되었다.
1931년 캘리포니아 공과대학교에서 연구하는 동안 로스앤젤레스에 있는 졸너Zoellner 가족 음악원을 방문하여 졸너 사중주단(Zoellner Quartet) 단원들과 베토벤과 모차르트의 작품 일부를 연주했다. 생애의 마지막 부근에, 젊은 줄리어드 사중주단(Juilliard Quartet)이 프린스턴에서 그를 방문했을 때, 그는 그들과 함께 바이올린을 연주했고 그 사중주단은 "아인슈타인의 정합과 억양의 수준에 깊은 인상을 받았다"

#### 재미있는 성격
아인슈타인은 성격이 대단히 재미있다. 1951년 기자가 차에 탑승한 아인슈타인을 사진 촬영하자 갑자기 사진을 이렇게 찍으면 유명해질 것이라면서 메롱을 한 채로 사진을 찍었다. 훗날 이 사진은 2009년에 뉴햄프셔에서 7만4324달러(한화 약 9400만원)에 낙찰되었다.

### 사망
1955년 4월 17일, 아인슈타인은 1948년 루돌프 니센Rudolph Nissen에 의해 외과적으로 보강되었던 복부대동맥류의 파열로 인한 내출혈을 경험했다. 그는 이스라엘 건국 7주년을 기념하는 텔레비전 출연을 위해 준비하고 있던 연설의 초안을 병원에 가지고 갔지만 그것을 완성하기 위해 살지 못했다.
아인슈타인은 "원할 때 가고 싶다. 인위적으로 생명을 연장하는 것은 무미건조하다. 내 몫을 다했다, 갈 때가 됐다. 우아하게 하겠다"며 수술을 거부했다. 그는 다음날 아침 펜 메디신 프린스턴 병원(Penn Medicine Princeton Medical Center)에서 76세의 나이로 세상을 떠났으며, 거의 마지막까지 일을 계속했다.
부검하는 동안 프린스턴 병원의 병리학자인 토머스 스톨츠 하비Thomas Stoltz Harvey는 미래의 신경과학이 무엇이 아인슈타인을 그렇게 지능적으로 만들었는지 발견할 수 있기를 바라는 마음에서 가족의 허락 없이 보존을 위해 아인슈타인의 뇌를 적출했다. 아인슈타인의 유해는 뉴저지 주 트렌턴에서 화장되었고 그의 유골은 알려지지 않은 장소에 흩어져 있다.
1965년 12월 13일 유네스코 본부에서 열린 기념 강연에서 핵 물리학자 로버트 오펜하이머는 아인슈타인에 대한 자신의 인상을 다음과 같이 요약했다. "그는 거의 완전히 세련됨이 없었고, 완전히 세속적이지 않았습니다. ... 그에게는 항상 어린아이와 같은 동시에 매우 완고한 놀라운 순수함이 있었습니다."
아인슈타인은 자신의 개인 기록 보관소, 도서관 및 지적 자산을 이스라엘 예루살렘 히브리 대학교에 기증했다.

## 과학적 경력
아인슈타인은 평생동안 수백 권의 책과 소논문을 출판했다. 그는 300편 이상의 과학 논문과 150편의 비과학 논문을 발표했다. 2014년 12월 5일, 대학과 기록 보관소는 30,000개 이상의 고유 문서로 구성된 아인슈타인의 논문을 발표했다. 아인슈타인의 지적 업적과 독창성은 "아인슈타인"이라는 단어를 "천재"와 동의어로 만들었다. 그는 혼자서 한 작업 외에도 보스-아인슈타인 통계, 아인슈타인 냉장고등을 포함한 추가 프로젝트에서 다른 과학자들과 협력했다.
아인슈타인의 글에서 그가 그의 첫 번째 부인 밀레바 마리치와 협력했다는 증거가 있다. 1900년 12월 13일, 알베르트의 이름으로 서명된 모세혈관에 관한 첫 번째 문서가 제출되었다. 그의 이름으로만 출판하기로 한 것은 상호간의 결정으로 보이지만 정확한 이유는 알 수 없다.

### 1905 - 기적의 해 논문들
기적의 해(Annus Mirabilis) 논문들은 아인슈타인이 1905년 《물리학 연보》 과학 저널에 발표한 광전 효과(양자 이론을 일으켰음), 브라운 운동, 특수 상대성이론 그리고 E = mc2에 관한 4편의 논문들이다. 이 네 작업들은 현대 물리학의 기초에 크게 기여했으며 공간, 시간 및 물질에 대한 관점을 변경했다. 그 4편의 논문들은:
| 번역 제목 (Translated Title)                                                 | 초점 분야 (Area of focus) | 제 출 (Received) | 출 판 (Published) | 중 요 성 (Significance) |
| ---------------------------------------------------------------------------- | ------------------------- | ---------------- | ----------------- | --- |
| "빛의 생성과 변형에 관한 발견적 관점에서"                                    | 광전 효과                 | 3월 18일         | 6월 9일           | 에너지는 불연속적인 양(양자)으로만 교환된다고 제안하여 풀리지 않은 수수께끼를 해결했다. 이 아이디어는 양자 이론의 초기 개발에 중추적이었다.                                                       |
| "열의 분자 운동론에서 요구하는 고정 액체에 매달린 작은 입자의 운동에 관하여" | 브라운 운동               | 5월 11일         | 7월 18일          | 통계 물리학의 적용을 뒷받침하는 원자론에 대한 경험적 증거를 설명했다. |
| "움직이는 물체의 전기역학에 대하여"                                          | 특수 상대성이론           | 6월 30일         | 9월 26일          | 빛의 속도는 관찰자의 운동과 무관하다는 경험적 증거에 기반한 분석 결과 역학에 변화를 도입하여 전기 및 자기에 대한 맥스웰 방정식을 역학의 법칙과 조화시켰다. "빛 전달 에테르"의 개념을 믿지 않았다. |
| "물체의 관성은 그 에너지 함량에 따라 달라지는가?"                            | 질량-에너지 등가          | 9월 27일         | 11월 21일         | 물질과 에너지의 등가, 'E = mc2' (그리고 암시적으로 중력이 빛을 "구부리는" 능력), "정지 에너지"의 존재, 핵 에너지의 기초.                                                                          |

### 통계 역학

#### 열역학적 요동과 통계 물리학
1900년 《물리학 연보》에 제출된 아인슈타의 첫 번째 논문은 모세관 현상에 관한 것이었다. 그것은 1901년에 "Folgerungen aus den Capillaritätserscheinungen"이라는 제목으로 출판되었는데, 이것은 "모세관 현상으로부터의 결론"으로 번역된다. 그가 1902-1903년에 발표한 두 개의 논문(열역학)은 통계적 관점에서 원자 현상을 해석하려고 시도했다. 이 논문은 브라운 운동에 관한 1905년 논문의 기초가 되었으며, 브라운 운동이 분자가 존재한다는 확실한 증거로 구성될 수 있음을 보여주었다. 1903년과 1904년에 그의 연구는 주로 유한 원자 크기가 확산 현상에 미치는 영향에 관한 것이었다.

#### 임계 유백광의 이론
아인슈타인은 임계점에서 유체의 밀도 변화를 다루면서 열역학적 요동 문제로 되돌아갔다. 일반적으로 밀도 요동은 밀도에 대한 자유 에너지의 2차 도함수에 의해 제어된다. 임계점에서 이 도함수는 0이므로 큰 요동이 발생한다. 밀도 요동의 효과는 모든 파장의 빛이 산란되어 유체가 유백색(milky white)으로 보이는 것이다. 아인슈타인은 이것을 레일리 산란(Rayleigh scattering)과 관련시켰는데, 이는 요동 크기가 파장보다 훨씬 작을 때 발생하며 하늘이 파란색인 이유를 설명한다. 아인슈타인은 밀도 요동의 처리로부터 임계 유백광(critical opalescence)을 정량적으로 도출했으며, 그 효과와 레일리 산란이 어떻게 물질의 원자적 구성에서 비롯되는지 보여주었다.

### 특수 상대성이론
아인슈타인의 "움직이는 물체의 전기역학에 대하여(Zur Elektrodynamik bewegter Körper)"는 1905년 6월 30일에 접수되어 같은 해 9월 26일에 출판되었다. 그것은 역학 법칙에 변화를 도입함으로써 맥스웰 방정식(전기 및 자기 법칙)과 뉴턴 역학 법칙 사이의 충돌을 조정했다. 관찰적으로는, 이러한 변화의 효과는 고속(물체가 광속에 가까운 속도로 움직이는 곳)에서 가장 분명하다. 이 논문에서 발전된 이론은 나중에 아인슈타인의 특수 상대성이론으로 알려지게 되었다.
이 논문은 상대적으로 움직이는 관찰자의 프레임에서 측정할 때 움직이는 물체에 의해 운반되는 시계가 지연되는 것처럼 보이고 물체 자체가 운동 방향으로 수축할 것이라고 예측했다. 이 논문은 또한 당시 물리학의 주요 이론적 실체 중 하나인 에테르에 대한 아이디어는 불필요하다고 주장했다.
질량-에너지 등가에 관한 그의 논문에서 아인슈타인은 특수 상대성 방정식의 결과로 'E = mc^2'을 생성했다. 상대성 이론에 대한 아인슈타인의 1905년 연구는 수년 동안 논란이 있었지만 막스 플랑크를 비롯한 주요 물리학자들에 의해 받아들여졌다.
아인슈타인은 원래 운동학(움직이는 물체에 대한 연구)의 관점에서 특수 상대성 이론을 구성했다. 1908년, 헤르만 민코프스키는 특수 상대성 이론을 기하학적 용어로 시공간 이론으로 재해석했다. 아인슈타인은 1915년 일반 상대성이론에서 민코프스키의 형식주의를 채택했다.

### 일반 상대성이론

#### 일반 상대성이론과 등가 원리

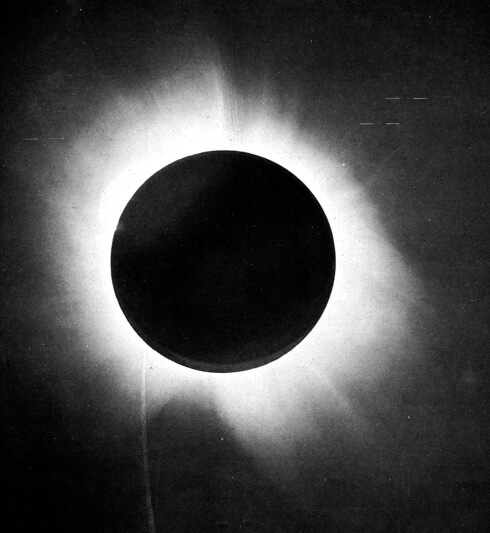
아서 에딩턴이 찍은 일식 사진 1919년

일반 상대성이론(GR)은 1907년에서 1915년 사이에 아인슈타인이 개발한 중력 이론이다. 일반 상대성이론에 따르면 질량 사이의 관측된 중력 인력은 질량에 의한 시공간의 뒤틀림에 기인한다. 일반 상대성 이론은 현대 천체물리학의 필수 도구로 발전했다. 그것은 중력 인력이 너무 강해 빛조차 빠져 나갈 수 없는 우주 영역인 블랙홀에 대한 현재 이해의 토대를 제공한다.
아인슈타인이 나중에 말했듯이, 일반 상대성이론을 개발한 이유는 특수 상대성이론 내에서 관성적 운동의 선호가 만족스럽지 않은 반면, 처음부터 운동 상태(심지어 가속된 상태라도)를 선호하지 않는다는 이론이 더 만족스러워 보일 것이기 때문이다. 결과적으로, 1907년 그는 특수 상대성에서 가속도에 관한 논문을 출판했다. "상대성 원리와 그로부터 도출된 결론"이라는 제목의 기사에서 그는 자유 낙하는 실제로 관성 운동이며 자유 낙하하는 관찰자에게는 특수 상대성 규칙이 적용되어야 한다고 주장했다. 이 주장을 등가 원리라고 한다. 같은 논문에서 아인슈타인은 또한 중력 시간지연, 중력 적색편이 및 빛의 휘어짐 현상을 예측했다.
1911년, 아인슈타인은 1907년 기사를 확장한 "중력이 빛의 전파에 미치는 영향에 관하여(On the Influence of Gravitation on the Propagation of Light)"이라는 또 다른 논문을 발표했는데, 여기서 그는 무거운 물체에 의한 빛의 굴절 정도를 추정했다. 따라서 일반 상대성 이론의 이론적 예측은 처음으로 실험적으로 테스트될 수 있었다.

#### 중력파
1916년, 아인슈타인은 파동으로 전파되는 시공간의 곡률에 잔물결이 발생하여 소스에서 바깥쪽으로 이동하여 중력 복사로서 에너지를 전달하는 중력파를 예측했다. 중력파의 존재는 중력의 물리적 상호 작용의 유한 전파 속도 개념을 가져오는 로런츠 공변성으로 인해 일반 상대성이론에서 가능하다. 대조적으로, 중력의 물리적 상호 작용이 무한한 속도로 전파된다고 가정하는 뉴톤적 중력 이론에서는 중력파가 존재할 수 없다.
중력파에 대한 최초의 간접적인 탐지는 1970년대에 밀접하게 공전하는 한 쌍의 중성자별 PSR B1913+16의 관찰을 통해 이루어졌다. 궤도 주기의 붕괴에 대한 설명이 중력파를 방출하고 있다는 것이었다. 아인슈타인의 예측은 2016년 2월 11일 레이저 간섭계 중력파 관측소(LIGO)의 연구원들이 중력파에 대한 최초의 관측을 발표했을 때 확인되었다. 예측 후 거의 100년이 지난 2015년 9월 14일 지구에서 감지되었다.

#### 구멍 논쟁 및 초안 이론
일반 상대성이론을 개발하는 동안 아인슈타인은 이론의 게이지 불변성에 대해 혼란스러워했다. 그는 일반 상대론적 장 이론이 불가능하다는 결론을 내리게 한 논증을 공식화했다. 그는 완전히 일반적으로 공변하는 텐서 방정식을 찾는 것을 포기하고 일반 선형 변환에서만 불변하는 방정식을 찾았다.
1913년 6월, Entwurf('초안') 이론은 이러한 조사의 결과였다. 이름에서 알 수 있듯 일반 상대성이론보다 덜 우아하고 더 어려운 이론의 스케치였으며, 추가 게이지 고정 조건으로 보완된 운동 방정식과 함께 한다. 2년 이상의 집중적인 연구 끝에 아인슈타인은 구멍 논쟁(hole argument)이 잘못되었음을 깨닫고 1915년 11월 그 이론을 폐기했다.

#### 물리 우주론

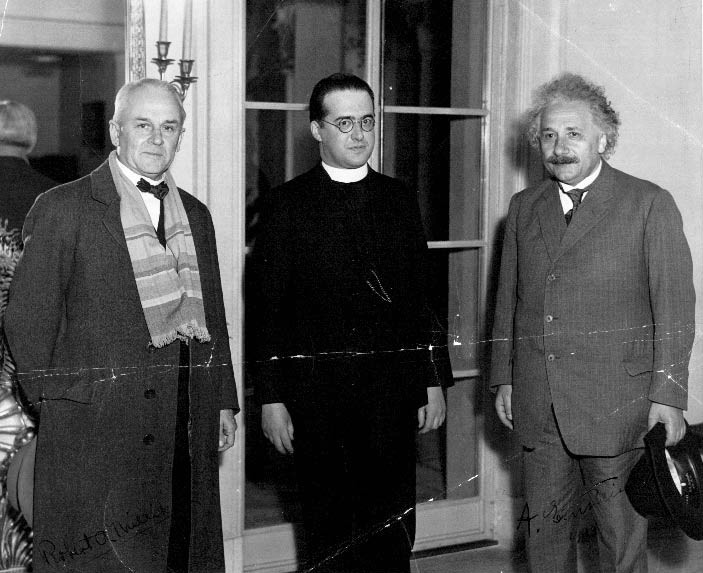
아인슈타인이 밀리컨과 조르주 르메트르와 더불어, 캘리포니아 공과대학교에서, 1933년

1917년 아인슈타인은 일반 상대성이론을 우주 전체의 구조에 적용했다. 그는 일반 장방정식이 수축하거나 팽창하는 동적인 우주를 예측한다는 것을 발견했다. 당시에는 동적 우주에 대한 관측 증거가 알려지지 않았기 때문에 아인슈타인은 이론이 정적 우주를 예측할 수 있도록 하기 위해 새로운 용어인 우주 상수를 장방정식에 도입했다. 수정된 장방정식은 이 시대에 마흐의 원리에 대한 아인슈타인의 이해에 따라 닫힌 곡률의 정적 우주를 예측했다. 이 모형은 아인슈타인 세계 또는 아인슈타인의 정적 우주(Einstein's static universe)로 알려지게 되었다.
1929년 에드윈 허블이 성운의 후퇴를 발견한 후, 아인슈타인은 우주의 정적 모형을 포기하고 우주의 두 가지 동적 모형인 1931년의 프리드만-아인슈타인 우주(Friedmann–Einstein universe)와 1932년의 아인슈타인-드 시터 우주(Einstein–de Sitter universe)를 제안했다. 이 각각의 모형에서 아인슈타인은 우주 상수가 "어쨌든 이론적으로 만족스럽지 못하다"고 주장하면서 우주 상수를 폐기했다.
많은 아인슈타인 전기에서 아인슈타인은 만년에 우주 상수를 그의 "가장 큰 실수"로 언급했다고 주장한다. 천체물리학자 마리오 리비오Mario Livio는 최근 이 주장이 과장된 것일 수 있다는 의혹을 제기했다.
2013년 말 아일랜드 물리학자 코맥 오레이피어타이Cormac O'Raifeartaigh가 이끄는 팀은 허블이 성운의 후퇴를 관측한 사실을 알게 된 직후에 아인슈타인이 우주의 정상우주론을 고려했다는 증거를 발견했다. 1931년 초에 작성된 것으로 보이는 지금까지 간과된 원고에서 아인슈타인은 우주 상수와 관련된 과정인 물질의 지속적인 생성으로 인해 물질의 밀도가 일정하게 유지되는 팽창하는 우주 모형을 탐구했다. 그가 논문에서 언급했듯이 "다음으로는, 나는 후벨Hubbel의 [원문대로 표기] 사실을 설명할 수 있고 밀도가 시간이 지남에 따라 일정한 방정식 (1)에 대한 해에 주의를 기울이고 싶다" ... "물리적으로 제한된 부피를 고려한다면, 물질의 입자는 계속해서 떠나갈 것이다. 밀도가 일정하게 유지되기 위해서는, 새로운 물질의 입자가 공간으로부터 부피에 지속적으로 형성되어야 한다."
따라서 아인슈타인은 호일Hoyle, 본디Bondi 및 골드Gold보다 수년 전에 팽창하는 우주의 정상-상태 모형을 고려한 것으로 보인다. 그러나, 아인슈타인의 정상 상태 모델에는 근본적인 결함이 포함되어 있었고 그래서 그는 그 아이디어를 빠르게 포기했다.

#### 에너지 운동량과 유사텐서
일반 상대성이론은 동적인 시공간을 포함하기 때문에 보존된 에너지와 운동량을 어떻게 파악해야 하는지 알기 어렵다. 뇌터 정리는 이러한 양을 병진 불변성(translation invariance) 을 갖는 라그랑지안에서 결정하도록 허용하지만 일반 공변성(general covariance)은 병진 불변성을 게이지 대칭으로 만든다. 뇌터의 처방에 의해 일반 상대성이론 내에서 파생된 에너지와 운동량은 이러한 이유로 실제 텐서를 만들지 않는다.
아인슈타인은 이것이 근본적인 이유 때문에 사실이라고 주장했다: 중력장은 좌표 선택에 의해 사라지게 만들 수 있다. 그는 비공변(non-covariant) 에너지 운동량 유사텐서(pseudotensor)가 사실 중력장에서 에너지 운동량 분포를 가장 잘 설명한다고 주장했다. 유사텐서와 같은 비공변 객체의 사용은 1917년 에르빈 슈뢰딩거와 다른 사람들에 의해 심하게 비판되었지만. 아인슈타인의 접근 방식은 레프 란다우 및 예프게니 립시츠Evgeny Lifshitz 및 기타 사람들에 의해 반향되었다.

#### 웜홀
1935년에 아인슈타인은 나단 로젠Nathan Rosen과 협력하여 종종 아인슈타인-로젠 다리(Einstein–Rosen bridges)라고 불리는 웜홀의 모형을 만들었다. 그의 동기는 "중력장이 기본 입자들의 구성에서 중요한 역할을 하는가?(Do Gravitational Fields play an Important Role in the Constitution of the Elementary Particles?)"라는 논문에 요약된 프로그램에 따라 중력장 방정식의 해로 전하를 가진 기본 입자들을 모델링하는 것이었다. 이 해는 슈바르츠실트 블랙홀을 잘라내어 붙여 두 패치(patch) 사이에 다리를 만든다. 이러한 해에는 물리적 몸체가 없는 시공간 곡률이 포함되어 있기 때문에 아인슈타인과 로젠은 점 입자의 개념을 피하는 이론의 시작을 제공할 수 있다고 제안했다. 그러나 나중에 아인슈타인-로젠 다리가 안정적이지 않다는 것이 밝혀졌다.

#### 아인슈타인-카르탕 이론

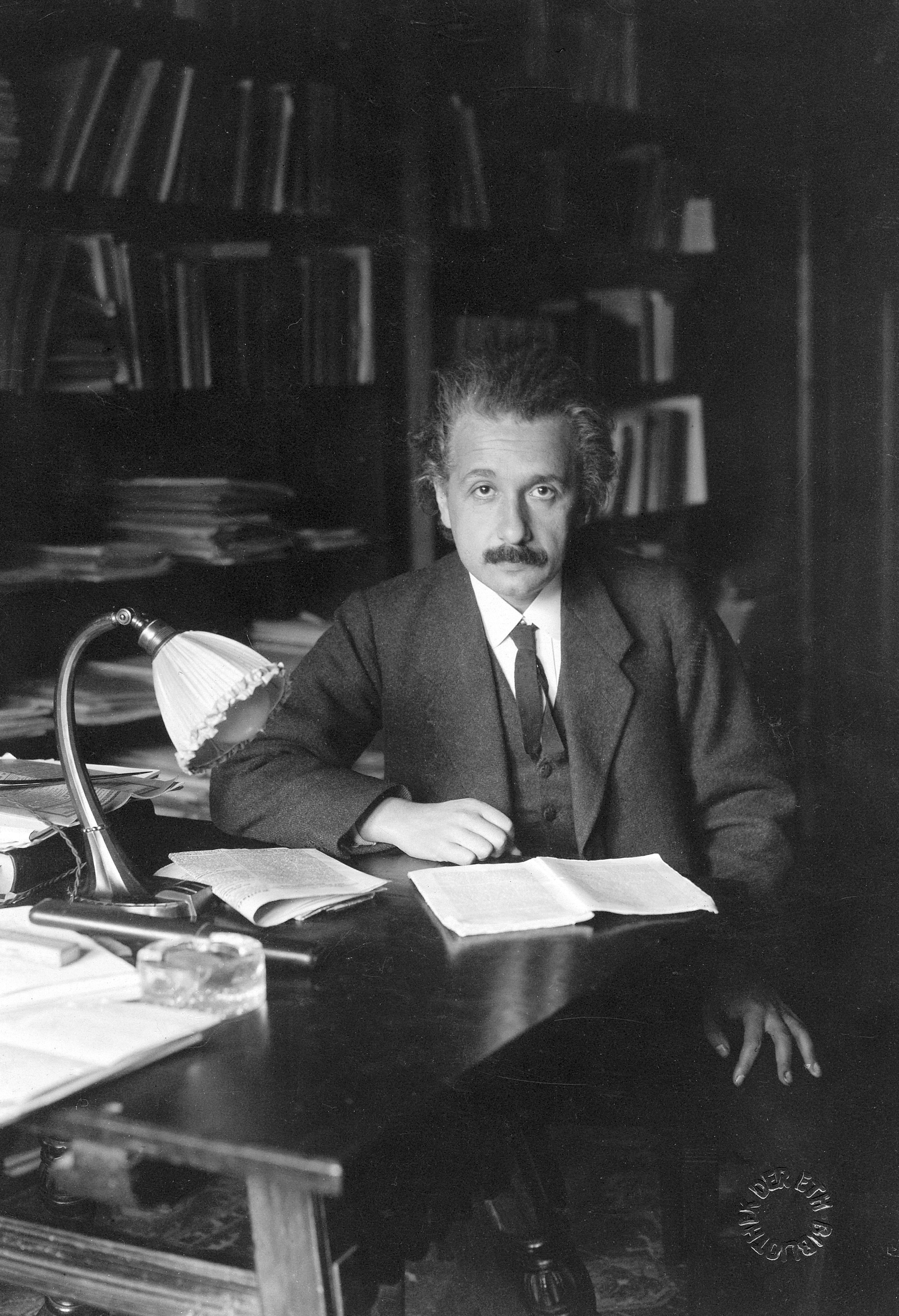
베를린 대학교 연구실에서의 아인슈타인, 1920년

스피닝하는(spinning) 점 입자를 일반 상대성에 통합하기 위해 아핀(affine) 연결은 비틀림이라고 하는 비대칭 부분을 포함하도록 일반화될 팔요가 있다. 이 수정은 1920년대에 아인슈타인과 카르탕Cartan에 의해 이루어졌다.

#### 운동의 방정식
일반 상대성이론에서 중력은 시공간의 곡률로 재해석됩니다. 궤도와 같은 구부러진 경로는 신체를 이상적인 직선 경로에서 벗어나게 하는 힘의 결과가 아니라 다른 질량의 존재에 의해 자체가 구부러진 배경을 통해 신체가 자유롭게 낙하하려는 시도이다. 물리학자들 사이에서 속담이 된 존 아치볼드 휠러의 말은 이론을 요약한다: 시공간은 물질이 어떻게 움직이는지 알려주고, 물질은 시공간이 어떻게 휘는지 알려준다." 아인슈타인 장 방정식은 시공간의 곡률을 물질과 에너지의 분포와 연관시키면서 이론의 후반부를 다룬다. 측지 방정식은 자유 낙하하는 물체가 구부러진 시공간에서 가능한 한 똑바른 선(lines that are as straight as possible in a curved spacetime)을 따라간다는 전반부를 다룬다. 아인슈타인은 이것을 이론을 완성하기 위해 장 방정식에 추가하여 가정해야 하는 "독립적인 기본 가정"으로 간주했다. 이것이 일반 상대성이론이 원래 제시된 방식의 단점이라고 생각한 그는 장 방정식 자체에서 이를 도출하기를 원했다. 일반 상대성이론의 방정식은 비선형이기 때문에 블랙홀과 같은 순수한 중력장으로 만들어진 에너지 덩어리는 새로운 법칙이 아니라 아인슈타인의 장 방정식 자체에 의해 결정되는 궤적을 따라 움직인다. 따라서 아인슈타인은 장 방정식이 블랙홀과 같은 단일 해의 경로를 측지선으로 결정할 것이라고 제안했다. 물리학자와 철학자 모두 장 방정식을 중력 특이점의 운동에 적용하여 측지선 방정식을 얻을 수 있다는 주장을 자주 되풀이했지만 이 주장은 여전히 논쟁의 여지가 있다.

### 구 양자 이론

#### 광자와 에너지 양자

광전 효과.
왼쪽에서 들어오는 광자는 금속판(아래)을 때리고 오른쪽으로 날아가는 것으로 묘사된 전자를 방출한다.

1905년 논문에서, 아인슈타인은 빛 자체가 국부적인 입자(양자)로 구성되어 있다고 가정했다. 아인슈타인의 빛 양자는 막스 플랑크와 닐스 보어를 포함한 모든 물리학자들에 의해 거의 보편적으로 거부되었다. 이 아이디어는 오로지 1919년 로버트 밀리컨의 광전 효과에 대한 상세한 실험과 콤프턴 산란 측정과 더불어 보편적으로 받아들여졌다.
아인슈타인은 주파수 f의 각 파동은 각각 에너지가 hf 인 광자의 집합과 관련이 있다고 결론지었다. 여기서 h는 플랑크 상수다. 그는 입자가 파동과 어떻게 관련되어 있는지 잘 모르기 때문에 더 이상 말하지 않는다. 그러나 그는 이 아이디어가 특정의 실험 결과, 특히 광전 효과를 설명할 것이라고 제안한다.

#### 양자화된 원자 진동
1907년, 아인슈타인은 격자 구조 속의 각 원자가 독립적인 조화 진동자인 물질 모형을 제안했다. 아인슈타인 모형에서는 각 원자는 독립적으로 진동한다-각 발진기에 대해 동일한 간격의 양자화된 상태의 시리즈이다. 아인슈타인은 실제 진동의 주파수를 구하는 것이 어렵다는 것을 알고 있었지만 양자역학이 고전역학의 비열(specific heat) 문제를 해결할 수 있다는 특별히 분명한 증명이었기 때문에 이 이론을 제안했다. 피터 디바이는 이 모형을 개선했다.

#### 보스–아인슈타인 통계
1924년, 아인슈타인은 인도의 물리학자 사티엔드라 나트 보스로부터 빛이 구별할 수 없는 입자의 가스로 이해될 수 있다고 가정한 계산 방법에 기반한 통계 모형에 대한 설명을 받았다. 아인슈타인은 보스의 통계가 제안된 빛 입자뿐만 아니라 일부 원자에도 적용된다는 점에 주목하고 보스의 논문 번역본을 《물리학 연보》에 제출했다. 아인슈타인은 또한 그 모형과 그 함축을 설명하는 자신의 기사들을 발표했는데, 그중 하나가 일부 입자가 매우 낮은 온도에서 나타나야 하는 보스-아인슈타인 응축 현상이다. 1995년이 되어서야 에릭 얼린 코넬과 칼 위먼이 콜로라도 대학교 볼더의 미국 국립표준기술연구소(NIST)-천체물리학 실험실 공동연구소(JILA) 연구소에서 제작한 초냉각 장비를 사용하여 실험적으로 이러한 응축수가 생성되었다. 보스-아인슈타인 통계는 지금 모든 보손의 집합의 동작을 설명하는 데 사용된다. 이 프로젝트에 대한 아인슈타인의 스케치는 라이덴 대학교 도서관의 아인슈타인 아카이브(Einstein Archive)에서 볼 수 있다.

#### 파동-입자 이중성

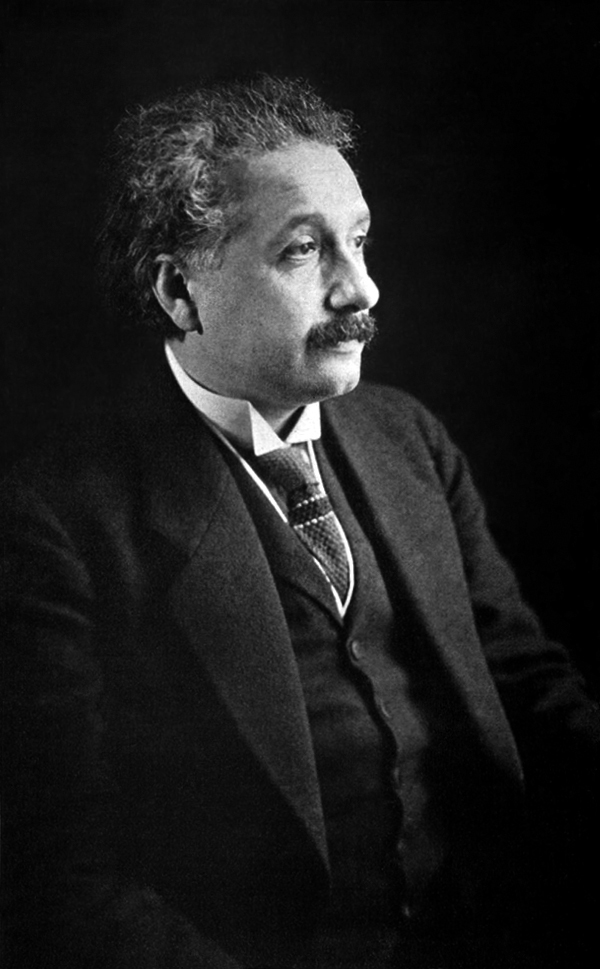
미국 방문 중의 아인슈타인

특허청 사무소는 1906년 아인슈타인을 기술 심사관 2급으로 승진시켰지만 그는 학문을 포기하지 않았다. 1908년에 그는 베른 대학교의 프리바트도젠트(Privatdozent)가 되었다. "복사의 구성과 에센스에 대한 우리 견해의 발전(Über die Entwicklung unserer Anschauungen über das Wesen und die Konstitution der Strahlung)"에서, 빛의 양자화, 그리고 1909년의이전 논문에서 아인슈타인은 막스 플랑크의 에너지 양자가 잘 정의된 운동량을 가져야 하고 어떤 면에서는 독립적인 점같은 입자로 작용해야 함을 보여주었다. 이 논문은 광자 개념(광자라는 이름은 1926년 길버트 뉴턴 루이스에 의해 나중에 소개되었지만)을 소개하고 양자역학에서 파동-입자 이중성 개념에 영감을 주었다. 아인슈타인은 이 복사의 파동 입자 이중성을 물리학이 새롭고 통합된 토대를 필요로 한다는 그의 확신에 대한 구체적인 증거로 보았다.

#### 영점 에너지
1911년부터 1913년까지 완성된 일련의 작업에서 플랑크는 자신의 1900년 양자 이론을 재구성하고 "두 번째 양자 이론"에서 영점 에너지(zero-point energy)의 개념을 도입했다. 곧 이 아이디어는 아인슈타인과 그의 조수 오토 슈테른의 관심을 끌었다. 회전하는 이원자 분자의 에너지에 영점 에너지가 포함되어 있다고 가정하고 수소 기체의 이론적인 비열을 실험 데이터와 비교했다. 숫자는 잘 맞았다. 그러나, 연구 결과를 발표한 후, 그들은 영점 에너지 개념의 정확성에 대해 더 이상 확신이 없었기 때문에 즉시 지지를 철회했다.

#### 자극 방출
1917년 상대성이론에 대한 연구의 정점에 있던 아인슈타인은 메이저(maser)와 레이저(laser)를 가능하게 하는 물리적 과정인 자극 방출(stimulated emission)의 가능성을 제안한 논문을 《물리 저널(Physikalische Zeitschrift)》에 발표했다. 이 논문은 n개 광자를 가진 모드로의 빛의 방출은 빈 모드로의 빛의 방출과 비교하여 통계적으로 향상된다면 빛의 흡수 및 방출 통계가 오직 플랑크의 분포 법칙과 일치한다는 것을 보여주었다. 이 논문은 원자 전이(atomic transitions)의 통계에 간단한 법칙이 있다는 것을 최초로 보여준 논문이었기 때문에 이후의 양자역학의 발전에 막대한 영향을 미쳤다.

#### 물질파
아인슈타인은 루이 드 브로이의 작업을 발견하고 그의 아이디어를 지지했는데, 처음에는 회의적이었다. 이 시기의 또 다른 주요 논문에서, 아인슈타인은 드 브로이 파동이 보어와 소머펠트의 양자화 규칙(quantization rules of Bohr and Sommerfeld)을 설명할 수 있다고 보았다. 이 논문은 1926년 슈뢰딩거의 연구에 영감을 주었을 것이다.

### 양자역학

#### 양자역학에 대한 아인슈타인의 반대

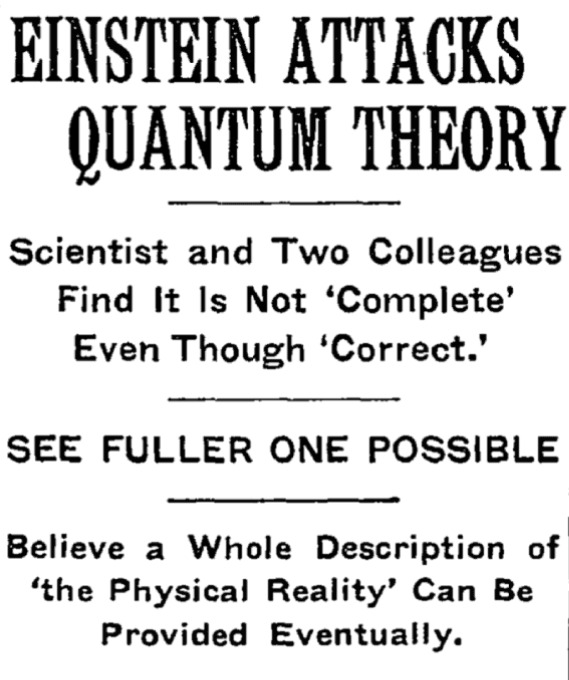
1954년 5월 4일자 《뉴욕타임즈》 헤드라인

아인슈타인은 광전 효과에 관한 1905년 논문을 시작으로 양자 이론을 발전시키는 데 중요한 역할을 했다. 그러나 그는 다른 물리학자들의 수용에도 불구하고 1925년 이후에 진화해온 현대 양자역학에 불만을 갖게 되었다. 그는 양자역학의 무작위성이 결정주의의 결과라기 보다는 근본적인 것이라는 것에 회의적이어서, 신은 "주사위 놀이를 하지 않는다."라고 언급했다. 그는 생이 마칠 때까지, 양자역학이 불완전하다고 계속 주장했다.

#### 보어 대 아인슈타인

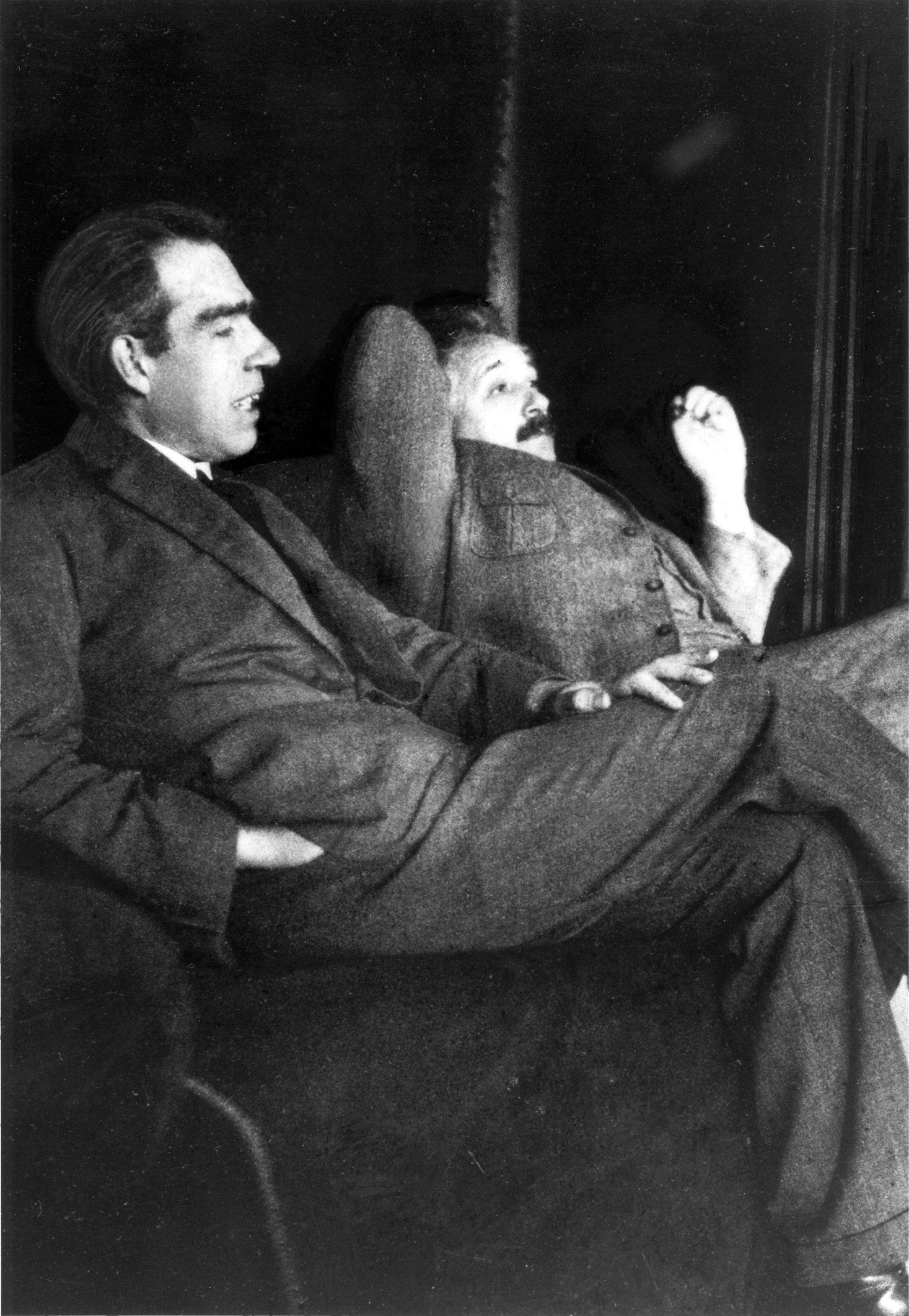
닐스 보어와 아인슈타인 1925년

보어-아인슈타인 논쟁은 양자역학에 관한 일련의 공개적 논쟁으로 양자역학의 창시자인 닐스 보어와 아인슈타인 사이의 논쟁이었다. 그들의 논쟁은 과학 철학에 대한 중요성 때문에 기억된다. 그들의 논쟁은 양자역학에 대한 이후 양자역학의 해석에 영향을 미치게 된다.

#### 아인슈타인-포돌스키-로젠 역설
아인슈타인은 양자역학을 완전히 받아들이지 않았다. 그는 그것이 정확한 예측을 한다는 것을 인식하면서도 자연에 대한 보다 근본적인 설명이 가능해야 한다고 믿었다. 수년에 걸쳐 그는 이 효과에 대해 여러 가지 주장을 제시했지만 그가 가장 선호한 것은 1930년 보어와의 논쟁으로 거슬러 올라간다. 아인슈타인은 두 물체가 상호 작용하도록 허용된 다음 서로 멀리 떨어져 있는 사고 실험을 제안했다. 두 객체에 대한 양자역학적 설명은 파동함수로 알려진 수학적 실체이다. 두 물체의 상호작용 전을 설명하는 파동함수가 주어지면 슈뢰딩거 방정식은 상호작용 후 두 물체를 설명하는 파동함수를 제공한다. 그러나 나중에 양자 얽힘이라고 불리는 것 때문에 한 물체를 측정하면 그것이 아무리 멀리 떨어져 있어도 다른 물체를 설명하는 파동함수의 즉각적인 변화로 이어질 것이다. 더욱이, 첫 번째 물체에 대해 수행할 측정의 선택은 두 번째 물체에 대해 어떤 파동함수가 발생할 수 있는지에 영향을 미친다. 아인슈타인은 어떤 영향도 첫 번째 물체에서 두 번째 물체로 순식간에 빠르게 전파될 수 없다고 생각했다. 실제로 그는 물리학이 한 가지를 다른 것과 구별할 수 있는 능력에 달려 있으며 그러한 즉각적인 영향으로 인해 의문이 생길 것이라고 주장했다. 두 번째 물체의 실제 "물리적 상태"는 첫 번째 물체에 대한 조치로 즉시 변경될 수 없기 때문에 아인슈타인은 파동함수가 진정한 물리적 상태일 수 없으며 단지 불완전한 설명일 뿐이라고 결론지었다.
이 주장의 더 유명한 버전은 1935년에 아인슈타인이 보리스 포돌스키Boris Podolsky와 네이선 로젠Nathan Rosen과 함께 EPR 역설로 알려진 것을 설명하는 논문을 발표했을 때 나왔다. 이 사고 실험에서 두 입자는 그들을 설명하는 파동 함수가 얽히는 방식으로 상호 작용한다. 그러면 두 입자가 아무리 떨어져 있더라도 한 입자의 정확한 위치 측정은 다른 입자의 위치 측정 결과를 완벽하게 예측할 수 있는 능력을 의미한다. 마찬가지로, 어떤 식으로든 다른 입자를 방해할 필요 없이 한 입자의 정확한 운동량 측정은 다른 입자의 운동량에 대해 동등하게 정확한 예측을 초래할 것이다. 그들은 첫 번째 입자에 취해진 어떤 조치도 다른 입자에 즉각적으로 영향을 미칠 수 없다고 주장했다. 이것은 상대성 이론에서 금지하는 빛보다 빠르게 전달되는 정보를 포함하기 때문이다. 그들은 나중에 "현실의 EPR 기준"으로 알려진 원리를 이용하여 "어떤 방식으로든 시스템을 방해하지 않고, 물리적 양의 값을 확실하게 예측할 수 있다면(즉, 확률이 일치하면), 그 양에 해당하는 실재의 요소가 존재한다"고 가정했다." 이것으로부터 그들은 두 번째 입자가 양을 측정하기 전에 위치와 운동량의 명확한 값을 가져야 한다고 추론했다. 그러나 양자 역학은 이 두 가지 관찰 가능 항목이 호환되지 않는 것으로 간주하므로 둘 모두에 대한 동시 값을 어떤 시스템에도 연결하지 않는다. 따라서 아인슈타인, 포돌스키, 로젠은 양자 이론이 현실에 대한 완전한 설명을 제공하지 못한다고 결론지었다.
1964년에 존 스튜어트 벨은 양자 얽힘에 대한 분석을 훨씬 더 발전시켰다. 그는 측정이 얽힌 쌍의 분리된 두 입자에 대해 독립적으로 수행되면 결과가 각 절반 내의 숨겨진 변수에 의존한다는 가정은 두 측정의 결과가 어떻게 상관되는지에 대한 수학적 제약을 의미한다고 추론했다. 이 제약 조건은 나중에 벨 부등식이라고 한다. 벨은 양자 물리학이 이러한 부등식을 위반하는 상관 관계를 예측한다는 것을 보여주었다. 결과적으로 숨겨진 변수가 양자 물리학의 예측을 설명할 수 있는 유일한 방법은 "비국소"인 경우이다. 즉, 두 입자가 얼마나 멀리 떨어져 있더라도 어떻게든 순간적으로 상호 작용할 수 있다. 벨은 숨겨진 변수의 측면에서 양자 현상을 설명하려면 비국소성이 필요하기 때문에 EPR 역설은 "아인슈타인이 가장 좋아하지 않는 방식으로 해결된다"고 주장했다.
그럼에도 불구하고 아인슈타인은 개인적으로 EPR 논문의 주장이 지나치게 복잡하다고 생각했지만 그 논문은 《피지컬 리뷰》에 발표된 가장 영향력 있는 논문 중 하나가 되었다. 그것은 양자 정보 이론의 발전의 중심으로 간주된다.

### 통일장 이론
일반 상대성에 대한 연구에 이어, 아인슈타인은 전자기학을 단일 실체의 측면으로 포함하기 위해 자신의 중력 이론을 일반화하려고 시도했다. 1950년, 그는 "일반화된 중력 이론에 대해서"이라는 제목의 《사이언티픽 아메리칸》 논문에서 자신의 "통일장 이론"을 기술했다. 이 작업으로 찬사를 받았지만 그의 노력은 결국 실패로 돌아갔다. 특히, 아인슈타인의 통일 프로젝트는 강한 그리고 약한 핵력을 수용하지 않았으며, 그의 사후 몇 년까지 잘 이해되지도 않았다. 주류 물리학은 통일에 대한 아인슈타인의 접근의 뒷전에 있었지만, 물리학자들은 여전히 모든 것의 이론을 추구한다.

### 기타 연구
아인슈타인은 실패했고 또한 포기한 다른 조사들을 수행했었다. 이들은 힘, 초전도 및 기타 연구와 관련이 있다.

### 다른 과학자들과의 협동

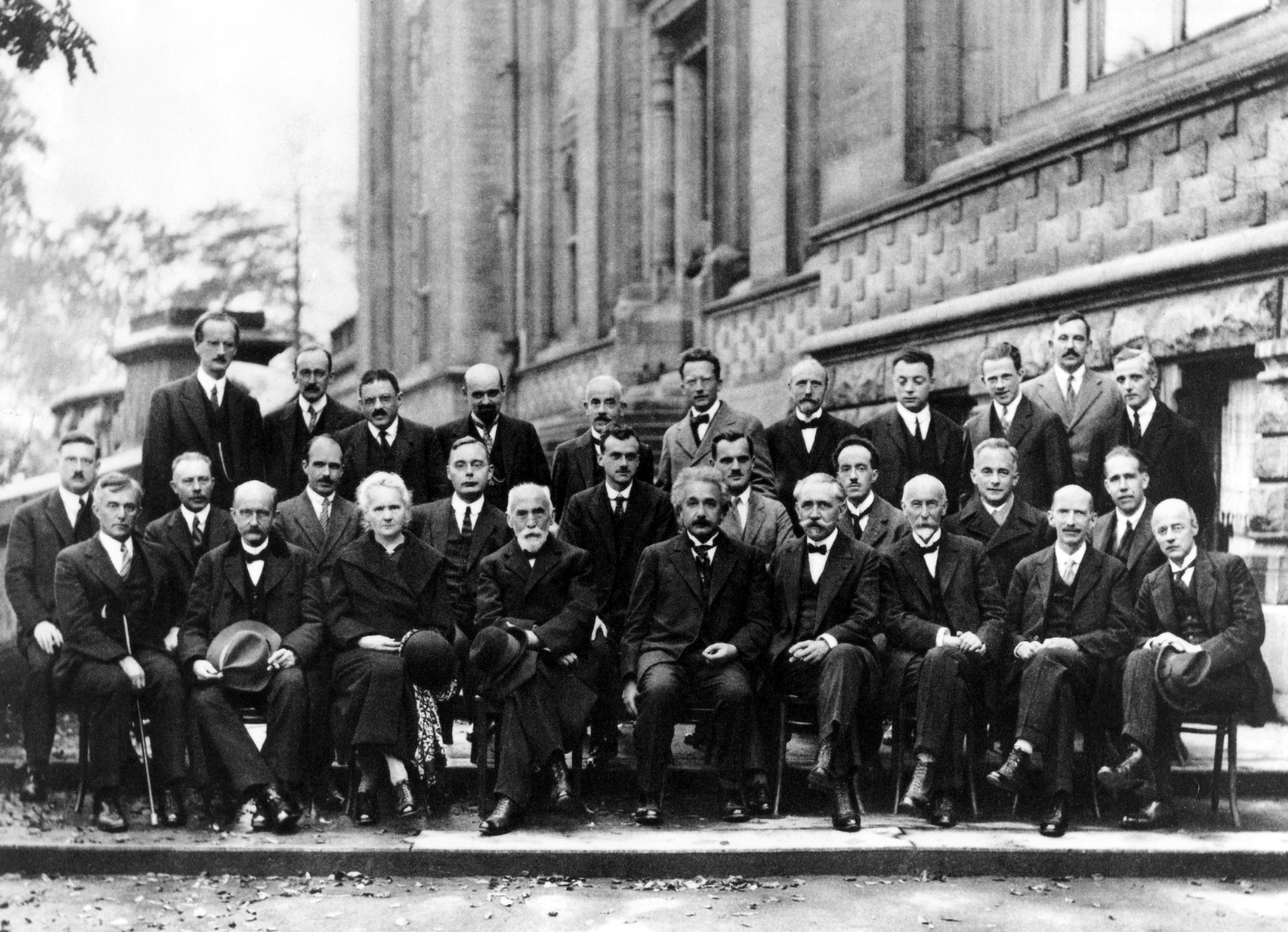
1927년 브뤼셀에서 열린 솔베이 회의, 세계 최고 물리학자들의 모임. 아인슈타인이 한 가운데에 있다.

장기간의 공동 연구자 레오폴트 인펠트, 나단 로젠Nathan Rosen, 피터 버그만Peter Bergmann 등과의 공동 작업에 더해서, 아인슈타인은 또한 다양한 과학자와 일회성 공동 작업을 수행했다.

#### 아인슈타인-드 하스 실험
1908년에 오언 윌런스 리처드슨은 자유 물체의 자기 모멘트의 변화가 이 물체를 회전시킬 것이라고 예측했다. 이 효과는 각운동량 보존의 결과이며 강자성 물질에서 관찰할 수 있을 만큼 충분히 강하다. 아인슈타인과 반더르 요하너스 더 하스는 1915년에 효과에 대한 최초의 실험적 관찰을 주장하는 두 개의 논문을 발표했다. 이러한 종류의 측정은 자기화 현상이 자기화 축을 따라 물질 내 전자의 각운동량의 정렬(분극)에 의해 야기됨을 입증한다. 이러한 측정은 또한 자화에 대한 두 가지 기여, 즉 전자의 궤도 운동과 스핀과 관련된 두 가지를 분리할 수 있게 한다.

#### 아인슈타인 냉장고
1926년, 아인슈타인과 그의 전 제자인 실라르드 레오는 아인슈타인 냉장고를 공동 발명(1930년 특허)했다. 이 흡수식 냉장고는 움직이는 부분이 없고 열만 입력으로 사용한다는 점에서 혁명적이었다. 1930년 11월 11일, 미국 특허 1,781,541은 냉장고에 대해 아인슈타인과 실라르드 레오에게 부여되었다. 그들의 발명품은 즉시 상업적 생산에 투입되지 않았으며, 가장 유망한 특허는 스웨덴 회사인 일렉트로룩스(Electrolux)에 의해 취득되었다.

## 비과학적 유산

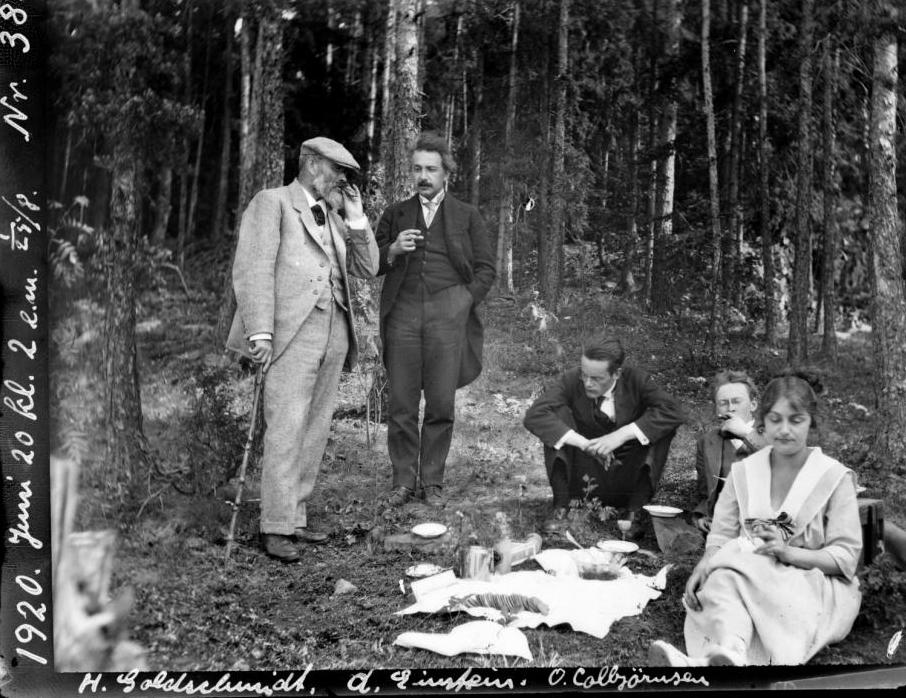
1920년 오슬로의 소풍에서 아인슈타인(왼쪽에서 두 번째). 하인리히 골드슈미트_{Heinrich Goldschmidt}는 왼쪽에, 올레 콜비욘센_{Ole Colbjørnsen}은 중앙에, 외르겐 포그트_{Jørgen Vogt}는 일제 아인슈타인 뒤에 앉아 있다.

여행하는 동안 아인슈타인은 아내 엘사와 입양한 딸 마르고트Margot과 일제Ilse에게 매일 편지를 썼다. 그 편지들은 예루살렘 히브리 대학교에 기증된 서류에 포함되어 있었다. 마르고트 아인슈타인은 개인 편지를 대중에게 공개하는 것을 허용했지만 그녀가 사망한 후 20년(그녀는 1986년에 사망)이 될 때까지는 공개하지 말 것을 요청했다. 히브리 대학의 알베르트 아인슈타인 기록보관소(Albert Einstein Archives)의 바바라 울프Barbara Wolff는 영국방송공사(BBC)에 1912년에서 1955년 사이에 작성된 개인 서신이 약 3,500페이지가 있다고 말했다.
아인슈타인의 퍼블리시티권은 2015년 캘리포니아 연방지방법원에서 소송이 제기됐다. 법원은 처음에 권리가 만료되었다고 판결했지만, 그 판결은 즉시 항소되었고 나중에 결정이 완전히 무효화되었다. 해당 소송에서 당사자 간의 근본적인 청구는 궁극적으로 해결되었다. 이 권리는 집행 가능하며 예루살렘 히브리 대학교가 그 권리의 배타적 대표자이다. 로저 리치먼 에이전시(Roger Richman Agency)의 뒤를 이은 코비스(Corbis)는 대학의 대리인으로서 그의 이름과 관련 이미지의 사용을 허가한다.
알래스카 추가치 산맥(Mount Einstein)에 있는 아인슈타인 산(Mount Einstein)은 1955년에 명명되었다.
뉴질랜드의 파파로아 산맥(Paparoa Range)에 있는 아인슈타인 산은 1970년 과학 산업 연구부(Department of Scientific and Industrial Research)에 의해 그의 이름을 따서 명명되었다.

## 대중문화에서
아인슈타인은 1919년 그의 일반 상대성이론이 확증된 후 가장 유명한 과학적 유명인 중 하나가 되었다. 일반 대중은 그의 연구에 대한 이해도가 낮음에도 불구하고 널리 인정받고 칭송을 받았다. 제2차 세계대전 이전 기간에 《더 뉴요커》는 "도시 이야기(Talk of the Town)" 특집에서 아인슈타인이 미국에서 너무 유명해서 거리에서 아인슈타인이 "그 이론"을 설명하기를 원하는 사람들에 의해 중단될 것이라고 말하는 삽화를 출판했다. 그는 마침내 끊임없는 문의를 처리하는 방법을 알아 냈다. 그는 질문자들에게 "죄송해요, 미안! 항상 나는 아인슈타인 교수로 착각된다네."라고 말했다.
아인슈타인은 많은 소설, 영화, 연극 및 음악 작품의 주제이거나 영감을 받아 왔다. 그는 정신이 없는 교수를 묘사할 때 가장 좋아하는 모델이다. 그의 표현력이 풍부한 얼굴과 독특한 헤어스타일은 널리 모방되고 과장되었다. 《타임》의 프레데릭 골든Frederic Golden은 아인슈타인이 "만화 작가의 꿈이 이루어진 사람"이라고 썼다.
많은 인기 있는 인용들이 종종 그에게 잘못 귀속(false attribution)된다. 예를 들어, 그가 "광기의 정의는 같은 일을 계속 반복하면서 다른 결과를 기대하는 것"이라고 말했다고 잘못 주장하는 경우가 종종 있다.

## 수상과 서훈
아인슈타인은 수많은 상과 서훈을 받았으며 1922년에는 "이론물리학에 대한 공로, 특히 광전 효과의 법칙을 발견한 공로"로 1921년 노벨 물리학상을 수상했다. 1921년의 지명자 중 누구도 알프레드 노벨이 설정한 기준을 충족하지 못했기 때문에 1921년도 상은 이월되어 1922년에 아인슈타인에게 수여되었다.

## 출판물

### 과학적
- Einstein, Albert (1901) [Manuscript received: 16 December 1900]. Written at Zurich, Switzerland. "Folgerungen aus den Capillaritätserscheinungen" [Conclusions Drawn from the Phenomena of Capillarity]. Annalen der Physik (in German). Hoboken, New Jersey (published 14 March 2006). 309 (3): 513–523.
- Einstein, Albert (1905a) [Manuscript received: 18 March 1905]. Written at Berne, Switzerland. "Über einen die Erzeugung und Verwandlung des Lichtes betreffenden heuristischen Gesichtspunkt" [On a Heuristic Viewpoint Concerning the Production and Transformation of Light] (PDF). Annalen der Physik (in German). Hoboken, New Jersey (published 10 March 2006). 322 (6): 132–148.
- Einstein, Albert (1905b) [Completed 30 April and submitted 20 July 1905]. Written at Berne, Switzerland, published by Wyss Buchdruckerei. Eine neue Bestimmung der Moleküldimensionen [A new determination of molecular dimensions ] (PDF). Dissertationen Universität Zürich (PhD Thesis) (in German). Zurich, Switzerland: ETH Zürich (published 2008).
- Einstein, Albert (1905c) [Manuscript received: 11 May 1905]. Written at Berne, Switzerland. "Über die von der molekularkinetischen Theorie der Wärme geforderte Bewegung von in ruhenden Flüssigkeiten suspendierten Teilchen" [On the Motion – Required by the Molecular Kinetic Theory of Heat – of Small Particles Suspended in a Stationary Liquid]. Annalen der Physik (in German). Hoboken, New Jersey (published 10 March 2006). 322 (8): 549–560.
- Einstein, Albert (1905d) [Manuscript received: 30 June 1905]. Written at Berne, Switzerland. "Zur Elektrodynamik bewegter Körper" [On the Electrodynamics of Moving Bodies]. Annalen der Physik (Submitted manuscript) (in German). Hoboken, New Jersey (published 10 March 2006). 322 (10): 891–921.
- Einstein, Albert (1905e) [Manuscript received: 27 September 1905]. Written at Berne, Switzerland. "Ist die Trägheit eines Körpers von seinem Energieinhalt abhängig?" [Does the Inertia of a Body Depend Upon Its Energy Content?]. Annalen der Physik (in German). Hoboken, New Jersey (published 10 March 2006). 323 (13): 639–641.
- Einstein, Albert (1915) [Published 25 November 1915]. "Die Feldgleichungen der Gravitation" [The Field Equations of Gravitation] (Online page images). Sitzungsberichte 1915 (in German). Berlin, Germany: Königlich Preussische Akademie der Wissenschaften: 844–847 – via ECHO, Cultural Heritage Online, Max Planck Institute for the History of Science.
- Einstein, Albert (22 June 1916). "Näherungsweise Integration der Feldgleichungen der Gravitation" [Approximate integration of the field equations of gravitation]. Sitzungsberichte der Königlich Preussischen Akademie der Wissenschaften Berlin: 688–696.
- Einstein, Albert (1917a). "Kosmologische Betrachtungen zur allgemeinen Relativitätstheorie" [Cosmological Considerations in the General Theory of Relativity]. Sitzungsberichte 1917 (in German). Königlich Preussische Akademie der Wissenschaften, Berlin.
- Einstein, Albert (1917b). "Zur Quantentheorie der Strahlung" [On the Quantum Mechanics of Radiation]. Physikalische Zeitschrift (in German). 18: 121–128.
- Einstein, Albert (31 January 1918). "Über Gravitationswellen" [About gravitational waves]. Sitzungsberichte der Königlich Preussischen Akademie der Wissenschaften Berlin: 154–167.
- Einstein, Albert (1923) [First published 1923, in English 1967]. Written at Gothenburg. Grundgedanken und Probleme der Relativitätstheorie [Fundamental Ideas and Problems of the Theory of Relativity ] (Speech). Lecture delivered to the Nordic Assembly of Naturalists at Gothenburg, 11 July 1923. Nobel Lectures, Physics 1901–1921 (in German and English). Stockholm: Nobelprice.org (published 3 February 2015) – via Nobel Media AB 2014.
- Einstein, Albert (1924) [Published 10 July 1924]. "Quantentheorie des einatomigen idealen Gases" [Quantum theory of monatomic ideal gases]. Sitzungsberichte der Preussischen Akademie der Wissenschaften, Physikalisch-Mathematische Klasse (in German): 261–267.
- Einstein, Albert (12 March 1926) [Cover Date 1 March 1926]. Written at Berlin. ["Die Ursache der Mäanderbildung der Flußläufe und des sogenannten Baerschen Gesetzes"] [On Baer's law and meanders in the courses of rivers]. Die Naturwissenschaften (in German). Heidelberg, Germany. 14 (11): 223–224.
- Einstein, Albert (1926b). Written at Berne, Switzerland. Fürth, R. (ed.). Investigations on the Theory of the Brownian Movement (PDF). Translated by Cowper, A. D. US: Dover Publications (published 1956).
- Einstein, Albert (1931). "Zum kosmologischen Problem der allgemeinen Relativitätstheorie" [On the cosmological problem of the general theory of relativity]. Sonderasugabe aus den Sitzungsb. König. Preuss. Akad.: 235–237.
- Einstein, A.; de Sitter, W. (1932). "On the relation between the expansion and the mean density of the universe". Proceedings of the National Academy of Sciences. 18 (3): 213–214.
- Einstein, Albert; Rosen, Nathan (1935). "The Particle Problem in the General Theory of Relativity". Physical Review. 48 (1): 73.
- Einstein, Albert; Podolsky, Boris; Rosen, Nathan (15 May 1935) [Received 25 March 1935]. "Can Quantum-Mechanical Description of Physical Reality Be Considered Complete?". Physical Review (Submitted manuscript). 47 (10): 777–780.
- Einstein, Albert (1950). "On the Generalized Theory of Gravitation". Scientific American. CLXXXII (4): 13–17.
- Einstein, Albert (1954). Ideas and Opinions. New York: Crown Publishers.

—————— (1995) [1954]. Ideas and Opinions. New York: Three Rivers Press.
- Einstein, Albert (1969). Albert Einstein, Hedwig und Max Born: Briefwechsel 1916–1955 (in German). Commented by Max Born; Preface by Bertrand Russell; Foreword by Werner Heisenberg. Munich: Nymphenburger Verlagshandlung.
- Stachel, John; Martin J. Klein; A. J. Kox; Michel Janssen; R. Schulmann; Diana Komos Buchwald; et al., eds. (21 July 2008) [Published between 1987 and 2006]. The Collected Papers of Albert Einstein. 1–10. Princeton University Press. Further information about the volumes published so far can be found on the webpages of the Einstein Papers Project 보관됨 2016-08-11 - 웨이백 머신 and on the Princeton University Press Einstein Page

### 기타
- Einstein, Albert; et al. (1948년 12월 4일). "To the editors of The New York Times" The New York Times. Melville, New York.
- Einstein, Albert, Sweezy, Paul; Huberman, Leo (eds.). (1949년 5월) "Why Socialism?" Monthly Review, 1 (1): 9–15.
- Einstein, Albert (1979). Autobiographical Notes. Paul Arthur Schilpp (Centennial ed.). Chicago: Open Court.

## 같이 보기
- 알베르트 아인슈타인 하우스, 프린스턴
- 아인슈타인의 사고 실험
- 아인슈타인 표기법
- 《아인슈타인 상대성 이론》, 교육 영화
- 프리스트 캠퍼스 센터, 프린스턴 대학교 - 302호실이 아인슈타인과 연관된다. (그곳은 한동안 팔머 물리실험실(Palmer Physical Laboratory)이었다.)
- 하인리히 부르하르트Heinrich Burkhardt
- 베른 역사 박물관 (아인슈타인 박물관)
- 중력 이론의 역사
- 사촌간 커플 목록
- 독일 발명가 및 발견자 목록
- 유대인 노벨상 수상자
- 평화 활동가 목록
- 상대성 이론 우선권 논쟁
- 끈끈한 구슬 논쟁(Sticky bead argument)
- 하인리히 장거Heinrich Zangger

## 노트
1. 1 2  독일제국에서, 시민들은 27개 연방군(Bundesstaaten) 중 하나의 독점적인 대상이었다.
2. ↑  마투라 증명서에 있는 아인슈타인의 점수: 독일어 5; 프랑스어 3; 이탈리아어 5; 역사 6; 지리 4; 대수 6; 기하학 6; 기술 기하학 6; 물리학 6; 화학 5; 자연사 5; 예술 및 기술 도면 4.
척도: 6 = 매우 좋음, 5 = 좋음, 4 = 충분함, 3 = 부족함, 2 = 나쁨, 1 = 매우 나쁨.
3. ↑  "독일에 있는 그들의 지도자들은국가의 치열한 경쟁자들(cut-throats)과 불량배들을 몰아내지 않았다. 국가는 자기 문화의 정석을 선택했고 또한 그것을 억제해왔다. 국가는 심지어 그의 가장 영광스러운 시민 알베르트 아인슈타인을 배신했다. 그는 이타적인 지식인의 가장 좋은 본보기이다. 다른 무엇보다도 세계 시민에 가까운 그 남자는 집이 없다. 우리가 그에게 임시 거처를 제공해야 한다는 것이 얼마나 자랑스러울까."
4. ↑  아인슈타인은 그의 논문에서 쓰기를: "'발광성 에테르'의 도입은 지금까지 불필요하다는 것이 증명될 것이며, 개발될 개념에 따르면, 우리는 특별한 성질을 가진 '절대 정지 공간'을 도입하지 않을 것이며, 속도 벡터를 전자기 과정이 발생하는 지점과 연관시키지 않을 것이다."라고 하였다.
5. ↑  전 세계의 상대성 이론 수용과 그에 따른 다양한 논쟁에 대한 논의는 Glick, Thomas F., ed. (1987). The Comparative Reception of Relativity. Kluwer Academic Publishers. ISBN 978-90-277-2498-4.의 문헌을 참고할 것.
6. ↑  2008년 9월 옥스포드 대학의 말콤 맥컬로크Malcolm McCulloch는 전기가 부족한 지역에서 사용할 수 있는 보다 강력한 기기를 개발하기 위한 3년간의 프로젝트를 진행하고 있었고 그의 팀은 아인슈타인 냉장고의 시제품을 완성했다고 보고되었다. 그는 설계를 개선하고 사용된 가스의 유형을 변경하면 설계의 효율성이 4배 향상될 수 있다고 말한 것으로 인용되었다.[293]

### 인용된 저술
- Bell, J. S. (1966). "On the problem of hidden variables in quantum mechanics". Reviews of Modern Physics. 38 (3): 447–452. Bibcode:1966RvMP...38..447B.
- Calaprice, Alice (2000). The Expanded Quotable Einstein. Princeton University Press.
- Calaprice, Alice (2005). The New Quotable Einstein. Princeton University Press.
- Calaprice, Alice; Lipscombe, Trevor (2005). Albert Einstein: A Biography. Greenwood Publishing Group.
- Calaprice, Alice (2010). The Ultimate Quotable Einstein. Princeton University Press.
- Calaprice, Alice; Kennefick, Daniel; Schulmann, Robert (2015). An Einstein Encyclopedia. Princeton University Press.
- Chaplin, Charles (1964). Charles Chaplin: My Autobiography. New York: Simon and Schuster.
- Clark, Ronald W. (1971). Einstein: The Life and Times. New York: Avon Books.
- Fölsing, Albrecht (1997). Albert Einstein. Translated by Osers, Ewald. Abridged by Ewald Osers. New York: Penguin Viking.
- Fine, Arthur (2017). "The Einstein-Podolsky-Rosen Argument in Quantum Theory". Stanford Encyclopedia of Philosophy. Metaphysics Research Lab, Stanford University.
- Galison, Peter (Winter 2000). "Einstein's Clocks: The Question of Time". Critical Inquiry. 26 (2): 355–389.
- Glick, Thomas F., ed. (1987). The Comparative Reception of Relativity. Kluwer Academic Publishers.
- Highfield, Roger; Carter, Paul (1993). The Private Lives of Albert Einstein. London: Faber and Faber.
- Hoffmann, Banesh (1972). Albert Einstein: Creator and Rebel. Collaboration with Helen Dukas. New York: Viking Press.
- Holton, Gerald (April 1984). "The migration of physicists to the United States". Bulletin of the Atomic Scientists. Educational Foundation for Nuclear Science. 40 (4): 18–24.
- Isaacson, Walter (2007/2008). Einstein: His Life and Universe. New York: Simon & Schuster; 윌터 아이작슨 (2007) 《아인슈타인 삶과 우주》. *이덕환 옮김. 까치.
- Neffe, Jürgen (2007). Einstein: A Biography. Translated by Frisch, Farrar, Straus and Giroux.
- Pais, Abraham (1982). Subtle is the Lord: The Science and the Life of Albert Einstein]. Oxford University Press.
- Pais, Abraham (1994). Einstein Lived Here. Oxford University Press.
- Penrose, Roger (2007). The Road to Reality. Vintage Books.
- Robeson, Paul (2002). Paul Robeson Speaks. Citadel. p. 333.
- Rowe, David E.; Schulmann, Robert, eds. (2007/2013). Einstein on Politics: His Private Thoughts and Public Stands on Nationalism, Zionism, War, Peace, and the Bomb. Princeton University Press.
- Scheideler, Britta (2002). "The Scientist as Moral Authority: Albert Einstein between Elitism and Democracy, 1914–1933". Historical Studies in the Physical and Biological Sciences. 32 (2): 319–346.
- Stachel, John J. (1966). Albert Einstein and Mileva Marić. (PDF). Archived from the original (PDF) on 7 March 2008.
- Stachel, John J. (2002). Einstein from 'B' to 'Z'. Einstein Studies. 9. Birkhäuser.
- Weinstein, G. (2015). General Relativity Conflict and Rivalries: Einstein's Polemics with Physicists. Newcastle upon Tyne (UK): Cambridge Scholars Publishing.

## 추가 자료
- Brian, Denis (1996). Einstein: A Life New York: John Wiley
- Gordin, Michael D. (2020). Einstein in Bohemia. Princeton University Press
- Lindemann, Frederick Alexander (1922). "Einstein, Albert" . In Chisholm, Hugh (ed.). Encyclopædia Britannica (12th ed.)
- Moring, Gary (2004). The complete idiot's guide to understanding Einstein (1st ed.). Indianapolis, Indiana: Alpha books (Macmillan).
- Oppenheimer, J. Robert (1971). Lecture delivered at the UNESCO House in Paris on 13 December 1965. "On Albert Einstein". Science and Synthesis: An International Colloquium Organized by Unesco on the Tenth Anniversary of the Death of Albert Einstein and Teilhard de Chardin : 8–12, 208., or "On Albert Einstein by Robert Oppenheimer". The New York Review of Books]p. 17 March 1966.
- Parker, Barry (2000). Einstein's Brainchild: Relativity Made Relatively Easy!. Illustrated by Lori Scoffield-Beer. Prometheus Books
- Rogers, Donald W. (2005). Einstein's "Other" Theory: The Planck-Bose-Einstein Theory of Heat Capacity. Princeton University Press.
- Schweber, Silvan S. (2008). Einstein and Oppenheimer: The Meaning of Genius. Harvard University Press.
- Stone, A. Douglas (2013). Einstein and the Quantum. Princeton University Press.
- Weinberg, Steven (2005). "Einstein's mistakes". Physics Today. 58 (11): 31–35.